# Temporada 2021 de Fórmula 1
La temporada 2021 de Fórmula 1 fue la 72.ª temporada del Campeonato Mundial de Fórmula 1 de la historia, organizada por la Federación Internacional del Automóvil (FIA).

## Escuderías y pilotos
Participantes de la temporada 2021 que han sido confirmados oficialmente. Los nombres de las escuderías pertenecen a la lista provisional de inscriptos de la FIA.
| Escudería                                        | Chasis       | Chasis | Motor                          | Neu. | N.º | Pilotos            | Siglas | Rondas      | Pilotos de pruebas                                     |
| ------------------------------------------------ | ------------ | ------ | ------------------------------ | ---- | --- | ------------------ | ------ | ----------- | ------------------------------------------------------ |
| Mercedes-AMG Petronas Formula One Team           | Mercedes     | W12    | Mercedes-AMG M12 E Performance | P    | 44  | Lewis Hamilton     | HAM    | Todas       | Nyck de Vries George Russell                           |
| Mercedes-AMG Petronas Formula One Team           | Mercedes     | W12    | Mercedes-AMG M12 E Performance | P    | 77  | Valtteri Bottas    | BOT    | Todas       | Nyck de Vries George Russell                           |
| Red Bull Racing Honda                            | Red Bull     | RB16B  | Honda RA621H                   | P    | 11  | Sergio Pérez       | PER    | Todas       | Jüri Vips                                              |
| Red Bull Racing Honda                            | Red Bull     | RB16B  | Honda RA621H                   | P    | 33  | Max Verstappen     | VER    | Todas       | Jüri Vips                                              |
| McLaren F1 Team                                  | McLaren      | MCL35M | Mercedes-AMG M12 E Performance | P    | 3   | Daniel Ricciardo   | RIC    | Todas       | Patricio O'Ward                                        |
| McLaren F1 Team                                  | McLaren      | MCL35M | Mercedes-AMG M12 E Performance | P    | 4   | Lando Norris       | NOR    | Todas       | Patricio O'Ward                                        |
| Aston Martin Cognizant Formula One Team          | Aston Martin | AMR21  | Mercedes-AMG M12 E Performance | P    | 5   | Sebastian Vettel   | VET    | Todas       | Nick Yelloly                                           |
| Aston Martin Cognizant Formula One Team          | Aston Martin | AMR21  | Mercedes-AMG M12 E Performance | P    | 18  | Lance Stroll       | STR    | Todas       | Nick Yelloly                                           |
| Alpine F1 Team                                   | Alpine       | A521   | Renault E-Tech 20B             | P    | 14  | Fernando Alonso    | ALO    | Todas       | Guanyu Zhou Oscar Piastri                              |
| Alpine F1 Team                                   | Alpine       | A521   | Renault E-Tech 20B             | P    | 31  | Esteban Ocon       | OCO    | Todas       | Guanyu Zhou Oscar Piastri                              |
| Scuderia Ferrari Mission Winnow Scuderia Ferrari | Ferrari      | SF21   | Ferrari 065/6                  | P    | 16  | Charles Leclerc    | LEC    | Todas       | Antonio Fuoco Robert Shwartzman                        |
| Scuderia Ferrari Mission Winnow Scuderia Ferrari | Ferrari      | SF21   | Ferrari 065/6                  | P    | 55  | Carlos Sainz Jr.   | SAI    | Todas       | Antonio Fuoco Robert Shwartzman                        |
| Scuderia AlphaTauri Honda                        | AlphaTauri   | AT02   | Honda RA621H                   | P    | 10  | Pierre Gasly       | GAS    | Todas       | Liam Lawson                                            |
| Scuderia AlphaTauri Honda                        | AlphaTauri   | AT02   | Honda RA621H                   | P    | 22  | Yuki Tsunoda       | TSU    | Todas       | Liam Lawson                                            |
| Alfa Romeo Racing ORLEN                          | Alfa Romeo   | C41    | Ferrari 065/6                  | P    | 7   | Kimi Räikkönen     | RAI    | 1-12, 15-22 | Callum Ilott Robert Kubica Guanyu Zhou Valtteri Bottas |
| Alfa Romeo Racing ORLEN                          | Alfa Romeo   | C41    | Ferrari 065/6                  | P    | 88  | Robert Kubica      | KUB    | 13-14       | Callum Ilott Robert Kubica Guanyu Zhou Valtteri Bottas |
| Alfa Romeo Racing ORLEN                          | Alfa Romeo   | C41    | Ferrari 065/6                  | P    | 99  | Antonio Giovinazzi | GIO    | Todas       | Callum Ilott Robert Kubica Guanyu Zhou Valtteri Bottas |
| Uralkali Haas F1 Team                            | Haas         | VF-21  | Ferrari 065/6                  | P    | 9   | Nikita Mazepin     | MAZ    | Todas       | Robert Shwartzman Pietro Fittipaldi                    |
| Uralkali Haas F1 Team                            | Haas         | VF-21  | Ferrari 065/6                  | P    | 47  | Mick Schumacher    | MSC    | Todas       | Robert Shwartzman Pietro Fittipaldi                    |
| Williams Racing                                  | Williams     | FW43B  | Mercedes-AMG M12 E Performance | P    | 6   | Nicholas Latifi    | LAT    | Todas       | Roy Nissany Jack Aitken Logan Sargeant                 |
| Williams Racing                                  | Williams     | FW43B  | Mercedes-AMG M12 E Performance | P    | 63  | George Russell     | RUS    | Todas       | Roy Nissany Jack Aitken Logan Sargeant                 |
| Fuente:                                          |              |        |                                |      |     |                    |        |             |                                                        |

## Cambios

### Cambios de Grandes Premios
- Iba a ser una temporada récord en cantidad de carreras con 23, pero tras diversas cancelaciones el calendario quedó conformado con 22 Grandes Premios. Se agrega al calendario el Gran Premio de Arabia Saudita que se disputó en un circuito callejero en la ciudad de Yeda.[46]
- El Gran Premio de Vietnam que iba a debutar esta temporada, ya que en la anterior fue cancelado por la pandemia de COVID-19, fue dado de baja del calendario por asuntos políticos en curso al evento.[47]
- Debido a la situación del COVID-19, el Gran Premio de Australia fue retrasado de marzo a noviembre, entre los Grandes Premios de Brasil y Arabia Saudita. A su vez, el Gran Premio de Brasil se disputó una semana antes de lo previsto y los de Arabia Saudita y Abu Dabi una semana después. Finalmente, el Gran Premio de Australia fue cancelado.[48]
- El Gran Premio de China ha sido pospuesto sin fecha debido a la situación pandémica en el país, permitiendo al Gran Premio de Emilia-Romaña permanecer en el calendario 2021 cómo segunda cita del campeonato.
- Debido al aplazamiento del Gran Premio de Australia, el Gran Premio de Baréin marcó la primera cita del calendario, abriendo una temporada de Fórmula 1 por primera vez desde la temporada 2010.
- Debido a la cancelación del Gran Premio de Canadá, el Gran Premio de Turquía regresó al calendario, ocupando el lugar del evento cancelado.
- Por la situación del COVID-19, el Gran Premio de Turquía fue cancelado siendo sustituido por una segunda ronda en el Red Bull Ring, denominada como Gran Premio de Estiria. Sin embargo, posteriormente fue reintroducido en el calendario después de la cancelación del Gran Premio de Japón, ocupando el fin de semana previsto para la carrera del país asiático, entre el 8 y 10 de octubre.
- El Gran Premio de Francia pasa de ser de octava a séptima cita del calendario, modificando la fecha estipulada una semana antes.
- Debido a las complicaciones de la pandemia de la COVID-19 en Japón, el día 18 de agosto, los organizadores del Gran Premio de Japón decidieron cancelar el evento, cuya celebración iba a ser desde el 8 al 10 de octubre.
- El Gran Premio de Singapur fue cancelado debido al estricto régimen que el país del sureste asiático lleva con respecto a la situación sanitaria actual. Debido a esto, la tercia seguida de fines de semana con carreras que incluía el Gran Premio de Rusia el 26 de septiembre, el evento ya citado para el 3 de octubre y el Gran Premio de Japón (posteriormente reemplazado por el de Turquía debido a su cancelación) previsto para el 10 de octubre.
- El Gran Premio de Australia, previamente pospuesto para el mes de noviembre debido a la pandemia de COVID-19, fue finalmente cancelado por esta misma situación, dejando hasta la fecha el fin de semana con una carrera todavía por confirmar. Debido a esto, el 30 de septiembre, se anunció la incorporación del Gran Premio de Catar, realizando su debut en la categoría.

### Cambios de pilotos
- Sebastian Vettel dejó Ferrari al finalizar la temporada 2020. Carlos Sainz Jr. ocupa su asiento.[24] Por su parte, el alemán fichó por Aston Martin en lugar de Sergio Pérez.[16]
- Daniel Ricciardo abandonó Renault para ocupar el asiento que dejó libre Carlos Sainz Jr. en McLaren.[12]
- Fernando Alonso regresa a la Fórmula 1 después de haber competido por última vez en 2018, ocupando el asiento que Daniel Ricciardo dejó libre. Regresa a la estructura con la que compitió seis temporadas en la década del 2000 (entonces con el nombre de Renault).[20][49]
- Sergio Pérez dejó la escudería Racing Point/Aston Martin al finalizar la temporada 2020 y reemplaza a Alexander Albon en el equipo Red Bull.[8] El piloto tailandés sigue en el equipo como reserva.[50]
- Romain Grosjean y Kevin Magnussen dejaron Haas al finalizar la temporada 2020.[51] Sus lugares en la escudería estadounidense los ocupan dos debutantes absolutos, el ruso Nikita Mazepin[38] y el alemán Mick Schumacher, ambos provienentes del Campeonato de Fórmula 2 de la FIA.[39] Mazepin compite bajo la bandera RAF (siglas de Federación Rusa del Automóvil) por la prohibición del Tribunal de Arbitraje Deportivo a los deportistas rusos tras el caso de dopaje en 2014.[52][37]
- Daniil Kvyat dejó AlphaTauri al finalizar la temporada 2020. Su asiento lo ocupa Yuki Tsunoda, tercero en la Fórmula 2 2020 y debutante en la F1.[28] Por su parte, Kvyat se unió a Alpine para ser piloto reserva.[53]

### Cambios de motores
- McLaren dejó los motores Renault para ser suministrado nuevamente por Mercedes.[11]

### Cambios de escuderías
- Mediante una asociación con Racing Point, Aston Martin regresa a la categoría tras haber competido por última vez en 1960. El acuerdo comercial entre Aston Martin y Red Bull Racing finalizará en 2021 tras tres años de existencia.[13]
- Renault pasó a competir como Alpine F1 Team, dentro del plan del director general del grupo Renault de potenciar la marca francesa.[18]
- Aston Martín agregó a la multinacional estadounidense consultora de tecnología Cognizant como principal patrocinador y pasó a llamarse «Aston Martin Cognizant Formula One Team».[54]
- Haas confirmó que la empresa rusa de fertilizantes Uralkali, será el principal patrocinador del equipo, modificando su nombre como «Uralkali Haas F1 Team».[55]
- Ferrari utiliza habitualmente el nombre «Scuderia Ferrari Mission Winnow», pero debido a las leyes antitabaco, el equipo utilizará el nombre «Scuderia Ferrari» en varios Grandes Premios.[56]

### Cambios financieros
- Introducción de límite presupuestario de 145 millones de dólares por año.[57][58] No incluye el presupuesto de marketing,  los salarios de los pilotos ni los salarios de los tres principales ejecutivos del equipo, así como los costos vinculados al desarrollo de las unidades de potencia.

### Cambios técnicos
- La gran modificación en la reglamentación de los monoplazas programada para 2021 fue atrasada para la temporada 2022, esto debido a las dificultades que sufrieron los equipos en el desarrollo de los nuevos monoplazas por la pandemia por COVID-19.[59]
- Los equipos estarán limitados en cuanto a los componentes que se pueden modificar con respecto a 2020. Sin embargo, la FIA exigirá algunos cambios en el fondo plano, el difusor y en los ''aletines'' con el fin de reducir los niveles de carga aerodinámica para ayudar a Pirelli (seguirá suministrando los mismos neumáticos que en 2019 y 2020).[60] Además, los equipos también podrán solicitar una petición especial para realizar cambios mediante un sistema de tókens.[61][62]
- El peso mínimo de los monoplazas aumentará hasta los 749 kg (3 kg más que el año pasado).[63]
- El sistema DAS desarrollado por Mercedes en 2020, que permitía al conductor ajustar las ruedas delanteras para optimizar el agarre mecánico tirando o empujando la dirección, está prohibido a partir de 2021.[64]

### Cambios deportivos
- Los equipos deberán permitir que un piloto que haya competido en menos de dos Grandes Premios reemplace a uno de sus pilotos titulares en dos sesiones de entrenamientos libres del viernes durante el transcurso de la temporada.[65]
- Tras el error de neumáticos de Mercedes durante el Gran Premio de Sakhir de 2020, donde George Russell recibió neumáticos delanteros asignados a Valtteri Bottas durante una parada en boxes, la FIA ha cambiado las reglas sobre el uso de neumáticos: aquellos pilotos que utilicen compuestos mixtos o que utilicen compuestos asignados a otro piloto en sus coches se les permitirá completar dos vueltas antes de que el piloto deba entrar en boxes para corregir el error y así no incurrir en una penalización. Bajo las reglas anteriores, los pilotos podían ser descalificados tan pronto como ocurriera tal error.[66]
- El límite de tiempo de carrera para aquellas carreras donde se muestre alguna bandera roja se reducirá de 4 horas a 3 horas.[67]

### Cambios en la estructura del fin de semana
- Los eventos relacionados con los medios de comunicación que venían realizándose los jueves, se trasladarán al viernes por la mañana, haciendo que se reduzcan los tiempos entre las actividades del viernes.[68]
- Los monoplazas pasarán a parque cerrado tras el final de los terceros entrenamientos libres en lugar de la clasificación, lo que restringe aún más a los equipos y a los pilotos la realización de cambios importantes en las configuraciones antes de la carrera.[68]
- Los primeros y segundos entrenamientos libres seguirán realizándose los viernes, pero pasarán a tener una duración de 1 hora (en vez de 1 hora y 30 minutos como en anteriores temporadas), además el tiempo entre ambos será de al menos dos horas y media.[69]
- La W Series (competición de mujeres pilotos) se suma a la lista de series con carreras de apoyo junto a la Fórmula 2, Fórmula 3 y la Porsche Supercup.
- Este año Mercedes-AMG ya no será el proveedor exclusivo del safety car y del medical car ya que llegaron a un acuerdo con Aston Martin para que ambos suministren los automóviles por media temporada cada uno.[70]
- Se aprobó el formato de carreras sprint. Serán tres en la temporada comenzando en el Gran Premio de Gran Bretaña. De esta manera el fin de semana quedará conformado de la siguiente manera: El viernes con una sesión de entrenamientos libres, más el sistema de clasificación actual para el sprint. El sábado con una segunda sesión de entrenamientos libres y una carrera sprint con un total de 100 km, que servirá de clasificación para la carrera del domingo.[71]

## Calendario de presentaciones
El calendario de presentaciones para la temporada 2021 fue el siguiente:
| Escudería    | Chasis | Imagen | Fecha         | Lugar    |
| ------------ | ------ | ------ | ------------- | -------- |
| McLaren      | MCL35M |        | 15 de febrero | Woking   |
| AlphaTauri   | AT02   |        | 19 de febrero | Faenza   |
| Alfa Romeo   | C41    |        | 22 de febrero | Varsovia |
| Red Bull     | RB16B  |        | 23 de febrero | En línea |
| Mercedes     | W12    |        | 2 de marzo    | En línea |
| Alpine       | A521   |        | 2 de marzo    | En línea |
| Aston Martin | AMR21  |        | 3 de marzo    | En línea |
| Haas         | VF-21  |        | 4 de marzo    | En línea |
| Williams     | FW43B  |        | 5 de marzo    | En línea |
| Ferrari      | SF21   |        | 10 de marzo   | En línea |

## Entrenamientos

### Pretemporada
En un principio las pruebas de pretemporada se iban a disputar del 2 al 4 de marzo de 2021 en el  circuito de Barcelona-Cataluña; sin embargo, tras el aplazamiento del Gran Premio de Australia, Baréin pasó a ser la primera carrera de la temporada y esto hizo que los equipos fijasen la pretemporada en ese mismo circuito del 12 al 14 de marzo de 2021 con el fin de ahorrar costos.
| Circuito                                            | Mapa del circuito    | Resultados  | Resultados | Resultados      | Resultados | Resultados  | Resultados   | Resultados | Resultados |
| --------------------------------------------------- | -------------------- | ----------- | ---------- | --------------- | ---------- | ----------- | ------------ | ---------- | ---------- |
| Circuito Internacional de Baréin Longitud: 5,412 km |                      | Fecha       | Fecha      | N.º             | Piloto     | Constructor | Mejor tiempo | Neu.       | Vueltas    |
| Circuito Internacional de Baréin Longitud: 5,412 km | Día 1                | 12 de marzo | 33         | Max Verstappen  | Red Bull   | 1:30.674    | M            | 139        |            |
| Circuito Internacional de Baréin Longitud: 5,412 km | Día 2                | 13 de marzo | 77         | Valtteri Bottas | Mercedes   | 1.30.289    | S            | 58         |            |
| Circuito Internacional de Baréin Longitud: 5,412 km | Día 3                | 14 de marzo | 33         | Max Verstappen  | Red Bull   | 1:28.960    | S            | 64         |            |
| Circuito Internacional de Baréin Longitud: 5,412 km | Resultados completos |             |            |                 |            |             |              |            |            |

### Postemporada
| Circuito                               | Mapa del circuito | Resultados      | Resultados | Resultados        | Resultados   | Resultados  | Resultados   | Resultados | Resultados |
| -------------------------------------- | ----------------- | --------------- | ---------- | ----------------- | ------------ | ----------- | ------------ | ---------- | ---------- |
| Circuito Yas Marina Longitud: 5,281 km |                   | Fecha           | Fecha      | N.º               | Piloto       | Constructor | Mejor tiempo | Neu.       | Vueltas    |
| Circuito Yas Marina Longitud: 5,281 km | Día 1             | 14 de diciembre | 21         | Nyck de Vries     | Mercedes     | 1:23.191    | M            | 77         |            |
| Circuito Yas Marina Longitud: 5,281 km | Día 2             | 15 de diciembre | 50         | Robert Shwartzman | Haas-Ferrari | 1:25.348    | M            | 130        |            |

## Calendario

Los países que acogerán un Gran Premio esta temporada están coloreados de verde con la ubicación del circuito señalada con un punto negro; los países que han acogido alguna vez un Gran Premio están coloreados de gris oscuro.

El calendario provisional de 23 carreras se publicó en noviembre de 2020 y un mes más tarde fue aprobado. Comenzó el fin de semana del 28 de marzo en Baréin y finalizará el 12 de diciembre en Abu Dabi. La principal novedad es la incorporación del GP de Arabia Saudita que se disputará en Yeda como penúltima fecha de la temporada, además de la vuelta del GP de los Países Bajos que fue postergada por la pandemia de COVID-19 en 2020.
La primera edición del GP de Vietnam, que fue cancelada en 2020 por la razón anterior, no se realizará en 2021.
A partir de este año el Gran Premio de Brasil pasará a llamarse «Gran Premio de São Paulo».
El 12 de enero de 2021, fue anunciado el cambio de fecha del Gran Premio de São Paulo para el 7 de noviembre y el Gran Premio de Australia para el día 21 del mismo mes, tras un acuerdo con las autoridades locales debido a la situación de COVID-19 en el país oceánico. Por su parte fue anunciada la incorporación del Gran Premio de Emilia-Romaña al calendario y el aplazamiento del Gran Premio de China por segunda vez sin fecha definida.
El 5 de marzo de 2021, fue confirmada la incorporación del Gran Premio de Portugal para ocupar la 3.era fecha del calendario, a disputarse el 2 de mayo.
El 28 de abril, se confirmó la cancelación del Gran Premio de Canadá a disputarse el 13 de junio, y en su reemplazo ese fin de semana estará cubierto con el Gran Premio de Turquía.
El 14 de mayo, se confirmó que el Gran Premio de Turquía fue cancelado debido a las restricciones de movilidad por el COVID-19 y se optó por agregar una segunda carrera en Austria, nuevamente bajo el nombre de Gran Premio de Estiria. Por su parte el Gran Premio de Francia se adelantará una semana pasando al 20 de junio.
El 4 de junio, se confirmó que el Gran Premio de Singapur fue cancelado. Tres semanas más tarde se anunció la reincorporación de Turquía al calendario en su reemplazo. El 6 de julio se anunció la cancelación del GP de Australia, debido a las restricciones derivadas por la pandemia de COVID-19. En agosto, se eliminó una carrera y se cambiaron las fechas en dos carreras
El 30 de septiembre se hizo oficial que se agregue al calendario en reemplazo de Australia, el Gran Premio de Catar a disputarse en la ventana del 19 al 21 de noviembre en el circuito Internacional de Losail, para completar un calendario total de 22 carreras. Además se llegó a un acuerdo para que Catar albergue a la Fórmula 1 por diez temporadas a partir de la temporada 2023.
| Ronda               | Gran Premio                        | Circuito                                       | Fecha            |
| ------------------- | ---------------------------------- | ---------------------------------------------- | ---------------- |
| 1                   | Gran Premio de Baréin              | Circuito Internacional de Baréin, Sakhir       | 28 de marzo      |
| 2                   | Gran Premio de Emilia-Romaña       | Autodromo Enzo e Dino Ferrari, Imola           | 18 de abril      |
| 3                   | Gran Premio de Portugal            | Autódromo Internacional do Algarve, Portimão   | 2 de mayo        |
| 4                   | Gran Premio de España              | Circuito de Barcelona-Cataluña, Montmeló       | 9 de mayo        |
| 5                   | Gran Premio de Mónaco              | Circuito de Mónaco, Montecarlo                 | 23 de mayo       |
| 6                   | Gran Premio de Azerbaiyán          | Circuito callejero de Bakú, Bakú               | 6 de junio       |
| 7                   | Gran Premio de Francia             | Circuito Paul Ricard, Le Castellet             | 20 de junio      |
| 8                   | Gran Premio de Estiria             | Red Bull Ring, Spielberg                       | 27 de junio      |
| 9                   | Gran Premio de Austria             | Red Bull Ring, Spielberg                       | 4 de julio       |
| 10                  | Gran Premio de Gran Bretaña        | Circuito de Silverstone, Silverstone           | 18 de julio      |
| 11                  | Gran Premio de Hungría             | Hungaroring, Mogyoród                          | 1 de agosto      |
| 12                  | Gran Premio de Bélgica             | Circuito de Spa-Francorchamps, Spa             | 29 de agosto     |
| 13                  | Gran Premio de los Países Bajos    | Circuito de Zandvoort, Zandvoort               | 5 de septiembre  |
| 14                  | Gran Premio de Italia              | Autodromo Nazionale di Monza, Monza            | 12 de septiembre |
| 15                  | Gran Premio de Rusia               | Autódromo de Sochi, Sochi                      | 26 de septiembre |
| 16                  | Gran Premio de Turquía             | Circuito de Estambul, Estambul                 | 10 de octubre    |
| 17                  | Gran Premio de los Estados Unidos  | Circuito de las Américas, Austin               | 24 de octubre    |
| 18                  | Gran Premio de la Ciudad de México | Autódromo Hermanos Rodríguez, Ciudad de México | 7 de noviembre   |
| 19                  | Gran Premio de São Paulo           | Autódromo José Carlos Pace, São Paulo          | 14 de noviembre  |
| 20                  | Gran Premio de Catar               | Circuito Internacional de Losail, Lusail       | 21 de noviembre  |
| 21                  | Gran Premio de Arabia Saudita      | Circuito de la Corniche de Yeda, Yeda          | 5 de diciembre   |
| 22                  | Gran Premio de Abu Dabi            | Circuito Yas Marina, Isla Yas, Abu Dabi        | 12 de diciembre  |
| Carreras canceladas |                                    |                                                |                  |
|                     | Gran Premio de Australia           | Circuito de Albert Park, Melbourne             |                  |
|                     | Gran Premio de Canadá              | Circuito Gilles Villeneuve, Montreal           |                  |
|                     | Gran Premio de China               | Circuito Internacional de Shanghái, Shanghái   |                  |
|                     | Gran Premio de Japón               | Circuito de Suzuka, Suzuka                     |                  |
|                     | Gran Premio de Singapur            | Circuito callejero de Marina Bay, Singapur     |                  |
| Fuente:             |                                    |                                                |                  |

## Neumáticos
| Nombre del compuesto | Color | Color | Banda de rodadura | Condiciones de circulación | Adherencia | Durabilidad |
| -------------------- | ----- | ----- | ----------------- | -------------------------- | ---------- | ----------- |
| Duro                 | H     |       | Liso              | Seco                       | Baja       | Alta        |
| Medio                | M     |       | Liso              | Seco                       | Media      | Media       |
| Blando               | S     |       | Liso              | Seco                       | Alta       | Baja        |
| Intermedio           | I     |       | Canales           | Mojado                     |            |             |
| De lluvia            | W     |       | Canales           | Mojado                     |            |             |

| Identificador | Adherencia  | Durabilidad |
| ------------- | ----------- | ----------- |
| C1            | La más baja | La más alta |
| C2            | Baja        | Alta        |
| C3            | Media       | Media       |
| C4            | Alta        | Baja        |
| C5            | La más alta | La más baja |

### Neumáticos de seco por carrera
| Compuesto | BHR | EMI | POR | ESP | MON | AZE | FRA | EST | AUT | GBR | HUN | BEL | NED | ITA | RUS | TUR | USA | MEX | SÃO | QAT | ARA | ABU |
| --------- | --- | --- | --- | --- | --- | --- | --- | --- | --- | --- | --- | --- | --- | --- | --- | --- | --- | --- | --- | --- | --- | --- |
| Duro      | C2  | C2  | C1  | C1  | C3  | C3  | C2  | C2  | C3  | C1  | C2  | C2  | C1  | C2  | C3  | C2  | C2  | C2  | C2  | C1  | C2  | C3  |
| Medio     | C3  | C3  | C2  | C2  | C4  | C4  | C3  | C3  | C4  | C2  | C3  | C3  | C2  | C3  | C4  | C3  | C3  | C3  | C3  | C2  | C3  | C4  |
| Blando    | C4  | C4  | C3  | C3  | C5  | C5  | C4  | C4  | C5  | C3  | C4  | C4  | C3  | C4  | C5  | C4  | C4  | C4  | C4  | C3  | C4  | C5  |

Fuente: Pirelli y Motor.es

## Resultados
| Ronda   | Fecha                         | Gran Premio | Mapa del circuito             | Resultados                 | Resultados      | Resultados                  | Resultados       |
| ------- | ----------------------------- | --- | ----------------------------- | -------------------------- | --------------- | --------------------------- | ---------------- |
| 1       | 26, 27 y 28 de marzo          | Gran Premio de Baréin Circuito Internacional de Baréin Longitud: 5,412 km Vueltas: 56 Distancia de carrera: 303,072 km Ganador 2020: Lewis Hamilton - Mercedes     |                               | Libres 1                   | Max Verstappen  | Ganador                     | Lewis Hamilton   |
| 1       | 26, 27 y 28 de marzo          | Gran Premio de Baréin Circuito Internacional de Baréin Longitud: 5,412 km Vueltas: 56 Distancia de carrera: 303,072 km Ganador 2020: Lewis Hamilton - Mercedes     | Libres 2                      | Max Verstappen             | 2.º puesto      | Max Verstappen              |                  |
| 1       | 26, 27 y 28 de marzo          | Gran Premio de Baréin Circuito Internacional de Baréin Longitud: 5,412 km Vueltas: 56 Distancia de carrera: 303,072 km Ganador 2020: Lewis Hamilton - Mercedes     | Libres 3                      | Max Verstappen             | 3.er puesto     | Valtteri Bottas             |                  |
| 1       | 26, 27 y 28 de marzo          | Gran Premio de Baréin Circuito Internacional de Baréin Longitud: 5,412 km Vueltas: 56 Distancia de carrera: 303,072 km Ganador 2020: Lewis Hamilton - Mercedes     | Pole position                 | Max Verstappen (1:28.997)  | Vuelta rápida   | Valtteri Bottas (1:32.090)  |                  |
| 1       | 26, 27 y 28 de marzo          | Gran Premio de Baréin Circuito Internacional de Baréin Longitud: 5,412 km Vueltas: 56 Distancia de carrera: 303,072 km Ganador 2020: Lewis Hamilton - Mercedes     | Resultados completos          |                            |                 |                             |                  |
| 2       | 16, 17 y 18 de abril          | Gran Premio de Emilia-Romaña Autodromo Enzo e Dino Ferrari Longitud: 4,909 km Vueltas: 63 Distancia de carrera: 309,267 km Ganador 2020: Lewis Hamilton - Mercedes |                               | Libres 1                   | Valtteri Bottas | Ganador                     | Max Verstappen   |
| 2       | 16, 17 y 18 de abril          | Gran Premio de Emilia-Romaña Autodromo Enzo e Dino Ferrari Longitud: 4,909 km Vueltas: 63 Distancia de carrera: 309,267 km Ganador 2020: Lewis Hamilton - Mercedes | Libres 2                      | Valtteri Bottas            | 2.º puesto      | Lewis Hamilton              |                  |
| 2       | 16, 17 y 18 de abril          | Gran Premio de Emilia-Romaña Autodromo Enzo e Dino Ferrari Longitud: 4,909 km Vueltas: 63 Distancia de carrera: 309,267 km Ganador 2020: Lewis Hamilton - Mercedes | Libres 3                      | Max Verstappen             | 3.er puesto     | Lando Norris                |                  |
| 2       | 16, 17 y 18 de abril          | Gran Premio de Emilia-Romaña Autodromo Enzo e Dino Ferrari Longitud: 4,909 km Vueltas: 63 Distancia de carrera: 309,267 km Ganador 2020: Lewis Hamilton - Mercedes | Pole position                 | Lewis Hamilton (1:14.411)  | Vuelta rápida   | Lewis Hamilton (1:16.720)   |                  |
| 2       | 16, 17 y 18 de abril          | Gran Premio de Emilia-Romaña Autodromo Enzo e Dino Ferrari Longitud: 4,909 km Vueltas: 63 Distancia de carrera: 309,267 km Ganador 2020: Lewis Hamilton - Mercedes | Resultados completos          |                            |                 |                             |                  |
| 3       | 30 de abril, 1 y 2 de mayo    | Gran Premio de Portugal Autódromo Internacional do Algarve Longitud: 4,653 km Vueltas: 66 Distancia de carrera: 307,098 km Ganador 2020: Lewis Hamilton - Mercedes |                               | Libres 1                   | Valtteri Bottas | Ganador                     | Lewis Hamilton   |
| 3       | 30 de abril, 1 y 2 de mayo    | Gran Premio de Portugal Autódromo Internacional do Algarve Longitud: 4,653 km Vueltas: 66 Distancia de carrera: 307,098 km Ganador 2020: Lewis Hamilton - Mercedes | Libres 2                      | Lewis Hamilton             | 2.º puesto      | Max Verstappen              |                  |
| 3       | 30 de abril, 1 y 2 de mayo    | Gran Premio de Portugal Autódromo Internacional do Algarve Longitud: 4,653 km Vueltas: 66 Distancia de carrera: 307,098 km Ganador 2020: Lewis Hamilton - Mercedes | Libres 3                      | Max Verstappen             | 3.er puesto     | Valtteri Bottas             |                  |
| 3       | 30 de abril, 1 y 2 de mayo    | Gran Premio de Portugal Autódromo Internacional do Algarve Longitud: 4,653 km Vueltas: 66 Distancia de carrera: 307,098 km Ganador 2020: Lewis Hamilton - Mercedes | Pole position                 | Valtteri Bottas (1:18.348) | Vuelta rápida   | Valtteri Bottas (1:19.865)  |                  |
| 3       | 30 de abril, 1 y 2 de mayo    | Gran Premio de Portugal Autódromo Internacional do Algarve Longitud: 4,653 km Vueltas: 66 Distancia de carrera: 307,098 km Ganador 2020: Lewis Hamilton - Mercedes | Resultados completos          |                            |                 |                             |                  |
| 4       | 7, 8 y 9 de mayo              | Gran Premio de España Circuito de Barcelona-Cataluña Longitud: 4,675 km Vueltas: 66 Distancia de carrera: 308,550 km Ganador 2020: Lewis Hamilton - Mercedes       |                               | Libres 1                   | Valtteri Bottas | Ganador                     | Lewis Hamilton   |
| 4       | 7, 8 y 9 de mayo              | Gran Premio de España Circuito de Barcelona-Cataluña Longitud: 4,675 km Vueltas: 66 Distancia de carrera: 308,550 km Ganador 2020: Lewis Hamilton - Mercedes       | Libres 2                      | Lewis Hamilton             | 2.º puesto      | Max Verstappen              |                  |
| 4       | 7, 8 y 9 de mayo              | Gran Premio de España Circuito de Barcelona-Cataluña Longitud: 4,675 km Vueltas: 66 Distancia de carrera: 308,550 km Ganador 2020: Lewis Hamilton - Mercedes       | Libres 3                      | Max Verstappen             | 3.er puesto     | Valtteri Bottas             |                  |
| 4       | 7, 8 y 9 de mayo              | Gran Premio de España Circuito de Barcelona-Cataluña Longitud: 4,675 km Vueltas: 66 Distancia de carrera: 308,550 km Ganador 2020: Lewis Hamilton - Mercedes       | Pole position                 | Lewis Hamilton (1:16.741)  | Vuelta rápida   | Max Verstappen (1:18.149)   |                  |
| 4       | 7, 8 y 9 de mayo              | Gran Premio de España Circuito de Barcelona-Cataluña Longitud: 4,675 km Vueltas: 66 Distancia de carrera: 308,550 km Ganador 2020: Lewis Hamilton - Mercedes       | Resultados completos          |                            |                 |                             |                  |
| 5       | 20, 22 y 23 de mayo           | Gran Premio de Mónaco Circuito de Mónaco Longitud: 3,337 km Vueltas: 78 Distancia de carrera: 260,286 km Ganador 2020: No se disputó                               |                               | Libres 1                   | Sergio Pérez    | Ganador                     | Max Verstappen   |
| 5       | 20, 22 y 23 de mayo           | Gran Premio de Mónaco Circuito de Mónaco Longitud: 3,337 km Vueltas: 78 Distancia de carrera: 260,286 km Ganador 2020: No se disputó                               | Libres 2                      | Charles Leclerc            | 2.º puesto      | Carlos Sainz Jr.            |                  |
| 5       | 20, 22 y 23 de mayo           | Gran Premio de Mónaco Circuito de Mónaco Longitud: 3,337 km Vueltas: 78 Distancia de carrera: 260,286 km Ganador 2020: No se disputó                               | Libres 3                      | Max Verstappen             | 3.er puesto     | Lando Norris                |                  |
| 5       | 20, 22 y 23 de mayo           | Gran Premio de Mónaco Circuito de Mónaco Longitud: 3,337 km Vueltas: 78 Distancia de carrera: 260,286 km Ganador 2020: No se disputó                               | Pole position                 | Charles Leclerc (1:10.346) | Vuelta rápida   | Lewis Hamilton (1:12.909)   |                  |
| 5       | 20, 22 y 23 de mayo           | Gran Premio de Mónaco Circuito de Mónaco Longitud: 3,337 km Vueltas: 78 Distancia de carrera: 260,286 km Ganador 2020: No se disputó                               | Resultados completos          |                            |                 |                             |                  |
| 6       | 4, 5 y 6 de junio             | Gran Premio de Azerbaiyán Circuito callejero de Bakú Longitud: 6,003 km Vueltas: 51 Distancia de carrera: 306,153 km Ganador 2020: No se disputó                   |                               | Libres 1                   | Max Verstappen  | Ganador                     | Sergio Pérez     |
| 6       | 4, 5 y 6 de junio             | Gran Premio de Azerbaiyán Circuito callejero de Bakú Longitud: 6,003 km Vueltas: 51 Distancia de carrera: 306,153 km Ganador 2020: No se disputó                   | Libres 2                      | Sergio Pérez               | 2.º puesto      | Sebastian Vettel            |                  |
| 6       | 4, 5 y 6 de junio             | Gran Premio de Azerbaiyán Circuito callejero de Bakú Longitud: 6,003 km Vueltas: 51 Distancia de carrera: 306,153 km Ganador 2020: No se disputó                   | Libres 3                      | Pierre Gasly               | 3.er puesto     | Pierre Gasly                |                  |
| 6       | 4, 5 y 6 de junio             | Gran Premio de Azerbaiyán Circuito callejero de Bakú Longitud: 6,003 km Vueltas: 51 Distancia de carrera: 306,153 km Ganador 2020: No se disputó                   | Pole position                 | Charles Leclerc (1:41.218) | Vuelta rápida   | Max Verstappen (1:44.481)   |                  |
| 6       | 4, 5 y 6 de junio             | Gran Premio de Azerbaiyán Circuito callejero de Bakú Longitud: 6,003 km Vueltas: 51 Distancia de carrera: 306,153 km Ganador 2020: No se disputó                   | Resultados completos          |                            |                 |                             |                  |
| 7       | 18, 19 y 20 de junio          | Gran Premio de Francia Circuito Paul Ricard Longitud: 5,842 km Vueltas: 53 Distancia de carrera: 309,626 km Ganador 2020: No se disputó                            |                               | Libres 1                   | Valtteri Bottas | Ganador                     | Max Verstappen   |
| 7       | 18, 19 y 20 de junio          | Gran Premio de Francia Circuito Paul Ricard Longitud: 5,842 km Vueltas: 53 Distancia de carrera: 309,626 km Ganador 2020: No se disputó                            | Libres 2                      | Max Verstappen             | 2.º puesto      | Lewis Hamilton              |                  |
| 7       | 18, 19 y 20 de junio          | Gran Premio de Francia Circuito Paul Ricard Longitud: 5,842 km Vueltas: 53 Distancia de carrera: 309,626 km Ganador 2020: No se disputó                            | Libres 3                      | Max Verstappen             | 3.er puesto     | Sergio Pérez                |                  |
| 7       | 18, 19 y 20 de junio          | Gran Premio de Francia Circuito Paul Ricard Longitud: 5,842 km Vueltas: 53 Distancia de carrera: 309,626 km Ganador 2020: No se disputó                            | Pole position                 | Max Verstappen (1:29.990)  | Vuelta rápida   | Max Verstappen (1:36.404)   |                  |
| 7       | 18, 19 y 20 de junio          | Gran Premio de Francia Circuito Paul Ricard Longitud: 5,842 km Vueltas: 53 Distancia de carrera: 309,626 km Ganador 2020: No se disputó                            | Resultados completos          |                            |                 |                             |                  |
| 8       | 25, 26 y 27 de junio          | Gran Premio de Estiria Red Bull Ring Longitud: 4,318 km Vueltas: 71 Distancia de carrera: 306,578 km Ganador 2020: Lewis Hamilton - Mercedes                       |                               | Libres 1                   | Max Verstappen  | Ganador                     | Max Verstappen   |
| 8       | 25, 26 y 27 de junio          | Gran Premio de Estiria Red Bull Ring Longitud: 4,318 km Vueltas: 71 Distancia de carrera: 306,578 km Ganador 2020: Lewis Hamilton - Mercedes                       | Libres 2                      | Max Verstappen             | 2.º puesto      | Lewis Hamilton              |                  |
| 8       | 25, 26 y 27 de junio          | Gran Premio de Estiria Red Bull Ring Longitud: 4,318 km Vueltas: 71 Distancia de carrera: 306,578 km Ganador 2020: Lewis Hamilton - Mercedes                       | Libres 3                      | Lewis Hamilton             | 3.er puesto     | Valtteri Bottas             |                  |
| 8       | 25, 26 y 27 de junio          | Gran Premio de Estiria Red Bull Ring Longitud: 4,318 km Vueltas: 71 Distancia de carrera: 306,578 km Ganador 2020: Lewis Hamilton - Mercedes                       | Pole position                 | Max Verstappen (1:03.841)  | Vuelta rápida   | Lewis Hamilton (1:07.058)   |                  |
| 8       | 25, 26 y 27 de junio          | Gran Premio de Estiria Red Bull Ring Longitud: 4,318 km Vueltas: 71 Distancia de carrera: 306,578 km Ganador 2020: Lewis Hamilton - Mercedes                       | Resultados completos          |                            |                 |                             |                  |
| 9       | 2, 3 y 4 de julio             | Gran Premio de Austria Red Bull Ring Longitud: 4,318 km Vueltas: 71 Distancia de carrera: 306,578 km Ganador 2020: Valtteri Bottas - Mercedes                      |                               | Libres 1                   | Max Verstappen  | Ganador                     | Max Verstappen   |
| 9       | 2, 3 y 4 de julio             | Gran Premio de Austria Red Bull Ring Longitud: 4,318 km Vueltas: 71 Distancia de carrera: 306,578 km Ganador 2020: Valtteri Bottas - Mercedes                      | Libres 2                      | Lewis Hamilton             | 2.º puesto      | Valtteri Bottas             |                  |
| 9       | 2, 3 y 4 de julio             | Gran Premio de Austria Red Bull Ring Longitud: 4,318 km Vueltas: 71 Distancia de carrera: 306,578 km Ganador 2020: Valtteri Bottas - Mercedes                      | Libres 3                      | Max Verstappen             | 3.er puesto     | Lando Norris                |                  |
| 9       | 2, 3 y 4 de julio             | Gran Premio de Austria Red Bull Ring Longitud: 4,318 km Vueltas: 71 Distancia de carrera: 306,578 km Ganador 2020: Valtteri Bottas - Mercedes                      | Pole position                 | Max Verstappen (1:03.720)  | Vuelta rápida   | Max Verstappen (1:06.200)   |                  |
| 9       | 2, 3 y 4 de julio             | Gran Premio de Austria Red Bull Ring Longitud: 4,318 km Vueltas: 71 Distancia de carrera: 306,578 km Ganador 2020: Valtteri Bottas - Mercedes                      | Resultados completos          |                            |                 |                             |                  |
| 10      | 16, 17 y 18 de julio          | Gran Premio de Gran Bretaña Circuito de Silverstone Longitud: 5,891 km Vueltas: 52 Distancia de carrera: 306,332 km Ganador 2020: Lewis Hamilton - Mercedes        |                               | Libres 1                   | Max Verstappen  | Ganador                     | Lewis Hamilton   |
| 10      | 16, 17 y 18 de julio          | Gran Premio de Gran Bretaña Circuito de Silverstone Longitud: 5,891 km Vueltas: 52 Distancia de carrera: 306,332 km Ganador 2020: Lewis Hamilton - Mercedes        | Pole position sprint          | Lewis Hamilton (1:26.134)  | 2.º puesto      | Charles Leclerc             |                  |
| 10      | 16, 17 y 18 de julio          | Gran Premio de Gran Bretaña Circuito de Silverstone Longitud: 5,891 km Vueltas: 52 Distancia de carrera: 306,332 km Ganador 2020: Lewis Hamilton - Mercedes        | Libres 2                      | Max Verstappen             | 3.er puesto     | Valtteri Bottas             |                  |
| 10      | 16, 17 y 18 de julio          | Gran Premio de Gran Bretaña Circuito de Silverstone Longitud: 5,891 km Vueltas: 52 Distancia de carrera: 306,332 km Ganador 2020: Lewis Hamilton - Mercedes        | Ganador sprint/ pole position | Max Verstappen             | Vuelta rápida   | Sergio Pérez (1:28.617)     |                  |
| 10      | 16, 17 y 18 de julio          | Gran Premio de Gran Bretaña Circuito de Silverstone Longitud: 5,891 km Vueltas: 52 Distancia de carrera: 306,332 km Ganador 2020: Lewis Hamilton - Mercedes        | Resultados completos          |                            |                 |                             |                  |
| 11      | 30, 31 de julio y 1 de agosto | Gran Premio de Hungría Hungaroring Longitud: 4,381 km Vueltas: 70 Distancia de carrera: 306,670 km Ganador 2020: Lewis Hamilton - Mercedes                         |                               | Libres 1                   | Max Verstappen  | Ganador                     | Esteban Ocon     |
| 11      | 30, 31 de julio y 1 de agosto | Gran Premio de Hungría Hungaroring Longitud: 4,381 km Vueltas: 70 Distancia de carrera: 306,670 km Ganador 2020: Lewis Hamilton - Mercedes                         | Libres 2                      | Valtteri Bottas            | 2.º puesto      | Lewis Hamilton              |                  |
| 11      | 30, 31 de julio y 1 de agosto | Gran Premio de Hungría Hungaroring Longitud: 4,381 km Vueltas: 70 Distancia de carrera: 306,670 km Ganador 2020: Lewis Hamilton - Mercedes                         | Libres 3                      | Lewis Hamilton             | 3.er puesto     | Carlos Sainz Jr.            |                  |
| 11      | 30, 31 de julio y 1 de agosto | Gran Premio de Hungría Hungaroring Longitud: 4,381 km Vueltas: 70 Distancia de carrera: 306,670 km Ganador 2020: Lewis Hamilton - Mercedes                         | Pole position                 | Lewis Hamilton (1:15.419)  | Vuelta rápida   | Pierre Gasly (1:18.394)     |                  |
| 11      | 30, 31 de julio y 1 de agosto | Gran Premio de Hungría Hungaroring Longitud: 4,381 km Vueltas: 70 Distancia de carrera: 306,670 km Ganador 2020: Lewis Hamilton - Mercedes                         | Resultados completos          |                            |                 |                             |                  |
| 12      | 27, 28 y 29 de agosto         | Gran Premio de Bélgica Circuito de Spa-Francorchamps Longitud: 7,004 km Vueltas: 44 Distancia de carrera: 308,176 km Ganador 2020: Lewis Hamilton - Mercedes       |                               | Libres 1                   | Valtteri Bottas | Ganador                     | Max Verstappen   |
| 12      | 27, 28 y 29 de agosto         | Gran Premio de Bélgica Circuito de Spa-Francorchamps Longitud: 7,004 km Vueltas: 44 Distancia de carrera: 308,176 km Ganador 2020: Lewis Hamilton - Mercedes       | Libres 2                      | Max Verstappen             | 2.º puesto      | George Russell              |                  |
| 12      | 27, 28 y 29 de agosto         | Gran Premio de Bélgica Circuito de Spa-Francorchamps Longitud: 7,004 km Vueltas: 44 Distancia de carrera: 308,176 km Ganador 2020: Lewis Hamilton - Mercedes       | Libres 3                      | Max Verstappen             | 3.er puesto     | Lewis Hamilton              |                  |
| 12      | 27, 28 y 29 de agosto         | Gran Premio de Bélgica Circuito de Spa-Francorchamps Longitud: 7,004 km Vueltas: 44 Distancia de carrera: 308,176 km Ganador 2020: Lewis Hamilton - Mercedes       | Pole position                 | Max Verstappen (1:59.765)  | Vuelta rápida   | No otorgada                 |                  |
| 12      | 27, 28 y 29 de agosto         | Gran Premio de Bélgica Circuito de Spa-Francorchamps Longitud: 7,004 km Vueltas: 44 Distancia de carrera: 308,176 km Ganador 2020: Lewis Hamilton - Mercedes       | Resultados completos          |                            |                 |                             |                  |
| 13      | 3, 4 y 5 de septiembre        | Gran Premio de los Países Bajos Circuito de Zandvoort Longitud: 4,259 km Vueltas: 72 Distancia de carrera: 306,648 km Ganador 2020: No se disputó                  |                               | Libres 1                   | Lewis Hamilton  | Ganador                     | Max Verstappen   |
| 13      | 3, 4 y 5 de septiembre        | Gran Premio de los Países Bajos Circuito de Zandvoort Longitud: 4,259 km Vueltas: 72 Distancia de carrera: 306,648 km Ganador 2020: No se disputó                  | Libres 2                      | Charles Leclerc            | 2.º puesto      | Lewis Hamilton              |                  |
| 13      | 3, 4 y 5 de septiembre        | Gran Premio de los Países Bajos Circuito de Zandvoort Longitud: 4,259 km Vueltas: 72 Distancia de carrera: 306,648 km Ganador 2020: No se disputó                  | Libres 3                      | Max Verstappen             | 3.er puesto     | Valtteri Bottas             |                  |
| 13      | 3, 4 y 5 de septiembre        | Gran Premio de los Países Bajos Circuito de Zandvoort Longitud: 4,259 km Vueltas: 72 Distancia de carrera: 306,648 km Ganador 2020: No se disputó                  | Pole position                 | Max Verstappen (1:08.885)  | Vuelta rápida   | Lewis Hamilton (1:11.097)   |                  |
| 13      | 3, 4 y 5 de septiembre        | Gran Premio de los Países Bajos Circuito de Zandvoort Longitud: 4,259 km Vueltas: 72 Distancia de carrera: 306,648 km Ganador 2020: No se disputó                  | Resultados completos          |                            |                 |                             |                  |
| 14      | 10, 11 y 12 de septiembre     | Gran Premio de Italia Autodromo Nazionale di Monza Longitud: 5,793 km Vueltas: 53 Distancia de carrera: 307,029 km Ganador 2020: Pierre Gasly - AlphaTauri         |                               | Libres 1                   | Lewis Hamilton  | Ganador                     | Daniel Ricciardo |
| 14      | 10, 11 y 12 de septiembre     | Gran Premio de Italia Autodromo Nazionale di Monza Longitud: 5,793 km Vueltas: 53 Distancia de carrera: 307,029 km Ganador 2020: Pierre Gasly - AlphaTauri         | Pole position sprint          | Valtteri Bottas (1:19.555) | 2.º puesto      | Lando Norris                |                  |
| 14      | 10, 11 y 12 de septiembre     | Gran Premio de Italia Autodromo Nazionale di Monza Longitud: 5,793 km Vueltas: 53 Distancia de carrera: 307,029 km Ganador 2020: Pierre Gasly - AlphaTauri         | Libres 2                      | Lewis Hamilton             | 3.er puesto     | Valtteri Bottas             |                  |
| 14      | 10, 11 y 12 de septiembre     | Gran Premio de Italia Autodromo Nazionale di Monza Longitud: 5,793 km Vueltas: 53 Distancia de carrera: 307,029 km Ganador 2020: Pierre Gasly - AlphaTauri         | Ganador sprint/ pole position | Max Verstappen             | Vuelta rápida   | Daniel Ricciardo (1:24.812) |                  |
| 14      | 10, 11 y 12 de septiembre     | Gran Premio de Italia Autodromo Nazionale di Monza Longitud: 5,793 km Vueltas: 53 Distancia de carrera: 307,029 km Ganador 2020: Pierre Gasly - AlphaTauri         | Resultados completos          |                            |                 |                             |                  |
| 15      | 24, 25 y 26 de septiembre     | Gran Premio de Rusia Autódromo de Sochi Longitud: 5,848 km Vueltas: 53 Distancia de carrera: 309,944 km Ganador 2020: Valtteri Bottas - Mercedes                   |                               | Libres 1                   | Valtteri Bottas | Ganador                     | Lewis Hamilton   |
| 15      | 24, 25 y 26 de septiembre     | Gran Premio de Rusia Autódromo de Sochi Longitud: 5,848 km Vueltas: 53 Distancia de carrera: 309,944 km Ganador 2020: Valtteri Bottas - Mercedes                   | Libres 2                      | Valtteri Bottas            | 2.º puesto      | Max Verstappen              |                  |
| 15      | 24, 25 y 26 de septiembre     | Gran Premio de Rusia Autódromo de Sochi Longitud: 5,848 km Vueltas: 53 Distancia de carrera: 309,944 km Ganador 2020: Valtteri Bottas - Mercedes                   | Libres 3                      | Cancelado                  | 3.er puesto     | Carlos Sainz Jr.            |                  |
| 15      | 24, 25 y 26 de septiembre     | Gran Premio de Rusia Autódromo de Sochi Longitud: 5,848 km Vueltas: 53 Distancia de carrera: 309,944 km Ganador 2020: Valtteri Bottas - Mercedes                   | Pole position                 | Lando Norris (1:41.993)    | Vuelta rápida   | Lando Norris (1:37.423)     |                  |
| 15      | 24, 25 y 26 de septiembre     | Gran Premio de Rusia Autódromo de Sochi Longitud: 5,848 km Vueltas: 53 Distancia de carrera: 309,944 km Ganador 2020: Valtteri Bottas - Mercedes                   | Resultados completos          |                            |                 |                             |                  |
| 16      | 8, 9 y 10 de octubre          | Gran Premio de Turquía Circuito de Estambul Longitud: 5,340 km Vueltas: 58 Distancia de carrera: 309,720 km Ganador 2020: Lewis Hamilton - Mercedes                |                               | Libres 1                   | Lewis Hamilton  | Ganador                     | Valtteri Bottas  |
| 16      | 8, 9 y 10 de octubre          | Gran Premio de Turquía Circuito de Estambul Longitud: 5,340 km Vueltas: 58 Distancia de carrera: 309,720 km Ganador 2020: Lewis Hamilton - Mercedes                | Libres 2                      | Lewis Hamilton             | 2.º puesto      | Max Verstappen              |                  |
| 16      | 8, 9 y 10 de octubre          | Gran Premio de Turquía Circuito de Estambul Longitud: 5,340 km Vueltas: 58 Distancia de carrera: 309,720 km Ganador 2020: Lewis Hamilton - Mercedes                | Libres 3                      | Pierre Gasly               | 3.er puesto     | Sergio Pérez                |                  |
| 16      | 8, 9 y 10 de octubre          | Gran Premio de Turquía Circuito de Estambul Longitud: 5,340 km Vueltas: 58 Distancia de carrera: 309,720 km Ganador 2020: Lewis Hamilton - Mercedes                | Pole position                 | Valtteri Bottas (1:22.998) | Vuelta rápida   | Valtteri Bottas (1:30.456)  |                  |
| 16      | 8, 9 y 10 de octubre          | Gran Premio de Turquía Circuito de Estambul Longitud: 5,340 km Vueltas: 58 Distancia de carrera: 309,720 km Ganador 2020: Lewis Hamilton - Mercedes                | Resultados completos          |                            |                 |                             |                  |
| 17      | 22, 23 y 24 de octubre        | Gran Premio de los Estados Unidos Circuito de las Américas Longitud: 5,513 km Vueltas: 56 Distancia de carrera: 308,728 km Ganador 2020: No se disputó             |                               | Libres 1                   | Valtteri Bottas | Ganador                     | Max Verstappen   |
| 17      | 22, 23 y 24 de octubre        | Gran Premio de los Estados Unidos Circuito de las Américas Longitud: 5,513 km Vueltas: 56 Distancia de carrera: 308,728 km Ganador 2020: No se disputó             | Libres 2                      | Sergio Pérez               | 2.º puesto      | Lewis Hamilton              |                  |
| 17      | 22, 23 y 24 de octubre        | Gran Premio de los Estados Unidos Circuito de las Américas Longitud: 5,513 km Vueltas: 56 Distancia de carrera: 308,728 km Ganador 2020: No se disputó             | Libres 3                      | Sergio Pérez               | 3.er puesto     | Sergio Pérez                |                  |
| 17      | 22, 23 y 24 de octubre        | Gran Premio de los Estados Unidos Circuito de las Américas Longitud: 5,513 km Vueltas: 56 Distancia de carrera: 308,728 km Ganador 2020: No se disputó             | Pole position                 | Max Verstappen (1:32.910)  | Vuelta rápida   | Lewis Hamilton (1:38.485)   |                  |
| 17      | 22, 23 y 24 de octubre        | Gran Premio de los Estados Unidos Circuito de las Américas Longitud: 5,513 km Vueltas: 56 Distancia de carrera: 308,728 km Ganador 2020: No se disputó             | Resultados completos          |                            |                 |                             |                  |
| 18      | 5, 6 y 7 de noviembre         | Gran Premio de la Ciudad de México Autódromo Hermanos Rodríguez Longitud: 4,304 km Vueltas: 71 Distancia de carrera: 305,584 km Ganador 2020: No se disputó        |                               | Libres 1                   | Valtteri Bottas | Ganador                     | Max Verstappen   |
| 18      | 5, 6 y 7 de noviembre         | Gran Premio de la Ciudad de México Autódromo Hermanos Rodríguez Longitud: 4,304 km Vueltas: 71 Distancia de carrera: 305,584 km Ganador 2020: No se disputó        | Libres 2                      | Max Verstappen             | 2.º puesto      | Lewis Hamilton              |                  |
| 18      | 5, 6 y 7 de noviembre         | Gran Premio de la Ciudad de México Autódromo Hermanos Rodríguez Longitud: 4,304 km Vueltas: 71 Distancia de carrera: 305,584 km Ganador 2020: No se disputó        | Libres 3                      | Sergio Pérez               | 3.er puesto     | Sergio Pérez                |                  |
| 18      | 5, 6 y 7 de noviembre         | Gran Premio de la Ciudad de México Autódromo Hermanos Rodríguez Longitud: 4,304 km Vueltas: 71 Distancia de carrera: 305,584 km Ganador 2020: No se disputó        | Pole position                 | Valtteri Bottas (1:15.875) | Vuelta rápida   | Valtteri Bottas (1:17.774)  |                  |
| 18      | 5, 6 y 7 de noviembre         | Gran Premio de la Ciudad de México Autódromo Hermanos Rodríguez Longitud: 4,304 km Vueltas: 71 Distancia de carrera: 305,584 km Ganador 2020: No se disputó        | Resultados completos          |                            |                 |                             |                  |
| 19      | 12, 13 y 14 de noviembre      | Gran Premio de São Paulo Autódromo José Carlos Pace Longitud: 4,309 km Vueltas: 71 Distancia de carrera: 305,939 km Ganador 2020: No se disputó                    |                               | Libres 1                   | Lewis Hamilton  | Ganador                     | Lewis Hamilton   |
| 19      | 12, 13 y 14 de noviembre      | Gran Premio de São Paulo Autódromo José Carlos Pace Longitud: 4,309 km Vueltas: 71 Distancia de carrera: 305,939 km Ganador 2020: No se disputó                    | Pole position sprint          | Max Verstappen (1:08.372)  | 2.º puesto      | Max Verstappen              |                  |
| 19      | 12, 13 y 14 de noviembre      | Gran Premio de São Paulo Autódromo José Carlos Pace Longitud: 4,309 km Vueltas: 71 Distancia de carrera: 305,939 km Ganador 2020: No se disputó                    | Libres 2                      | Fernando Alonso            | 3.er puesto     | Valtteri Bottas             |                  |
| 19      | 12, 13 y 14 de noviembre      | Gran Premio de São Paulo Autódromo José Carlos Pace Longitud: 4,309 km Vueltas: 71 Distancia de carrera: 305,939 km Ganador 2020: No se disputó                    | Ganador sprint/ pole position | Valtteri Bottas            | Vuelta rápida   | Sergio Pérez (1:11.010)     |                  |
| 19      | 12, 13 y 14 de noviembre      | Gran Premio de São Paulo Autódromo José Carlos Pace Longitud: 4,309 km Vueltas: 71 Distancia de carrera: 305,939 km Ganador 2020: No se disputó                    | Resultados completos          |                            |                 |                             |                  |
| 20      | 19, 20 y 21 de noviembre      | Gran Premio de Catar Circuito Internacional de Losail Longitud: 5,380 km Vueltas: 57 Distancia de carrera: 306,660 km Ganador 2020: Primera edición                |                               | Libres 1                   | Max Verstappen  | Ganador                     | Lewis Hamilton   |
| 20      | 19, 20 y 21 de noviembre      | Gran Premio de Catar Circuito Internacional de Losail Longitud: 5,380 km Vueltas: 57 Distancia de carrera: 306,660 km Ganador 2020: Primera edición                | Libres 2                      | Valtteri Bottas            | 2.º puesto      | Max Verstappen              |                  |
| 20      | 19, 20 y 21 de noviembre      | Gran Premio de Catar Circuito Internacional de Losail Longitud: 5,380 km Vueltas: 57 Distancia de carrera: 306,660 km Ganador 2020: Primera edición                | Libres 3                      | Valtteri Bottas            | 3.er puesto     | Fernando Alonso             |                  |
| 20      | 19, 20 y 21 de noviembre      | Gran Premio de Catar Circuito Internacional de Losail Longitud: 5,380 km Vueltas: 57 Distancia de carrera: 306,660 km Ganador 2020: Primera edición                | Pole position                 | Lewis Hamilton (1:20.827)  | Vuelta rápida   | Max Verstappen (1:23.196)   |                  |
| 20      | 19, 20 y 21 de noviembre      | Gran Premio de Catar Circuito Internacional de Losail Longitud: 5,380 km Vueltas: 57 Distancia de carrera: 306,660 km Ganador 2020: Primera edición                | Resultados completos          |                            |                 |                             |                  |
| 21      | 3, 4 y 5 de diciembre         | Gran Premio de Arabia Saudita Circuito de la Corniche de Yeda Longitud: 6,175 km Vueltas: 50 Distancia de carrera: 308,750 km Ganador 2020: Primera edición        |                               | Libres 1                   | Lewis Hamilton  | Ganador                     | Lewis Hamilton   |
| 21      | 3, 4 y 5 de diciembre         | Gran Premio de Arabia Saudita Circuito de la Corniche de Yeda Longitud: 6,175 km Vueltas: 50 Distancia de carrera: 308,750 km Ganador 2020: Primera edición        | Libres 2                      | Lewis Hamilton             | 2.º puesto      | Max Verstappen              |                  |
| 21      | 3, 4 y 5 de diciembre         | Gran Premio de Arabia Saudita Circuito de la Corniche de Yeda Longitud: 6,175 km Vueltas: 50 Distancia de carrera: 308,750 km Ganador 2020: Primera edición        | Libres 3                      | Max Verstappen             | 3.er puesto     | Valtteri Bottas             |                  |
| 21      | 3, 4 y 5 de diciembre         | Gran Premio de Arabia Saudita Circuito de la Corniche de Yeda Longitud: 6,175 km Vueltas: 50 Distancia de carrera: 308,750 km Ganador 2020: Primera edición        | Pole position                 | Lewis Hamilton (1:27.511)  | Vuelta rápida   | Lewis Hamilton (1:30.734)   |                  |
| 21      | 3, 4 y 5 de diciembre         | Gran Premio de Arabia Saudita Circuito de la Corniche de Yeda Longitud: 6,175 km Vueltas: 50 Distancia de carrera: 308,750 km Ganador 2020: Primera edición        | Resultados completos          |                            |                 |                             |                  |
| 22      | 10, 11 y 12 de diciembre      | Gran Premio de Abu Dabi Circuito Yas Marina Longitud: 5,281 km Vueltas: 58 Distancia de carrera: 306,298 km Ganador 2020: Max Verstappen - Red Bull                |                               | Libres 1                   | Max Verstappen  | Ganador                     | Max Verstappen   |
| 22      | 10, 11 y 12 de diciembre      | Gran Premio de Abu Dabi Circuito Yas Marina Longitud: 5,281 km Vueltas: 58 Distancia de carrera: 306,298 km Ganador 2020: Max Verstappen - Red Bull                | Libres 2                      | Lewis Hamilton             | 2.º puesto      | Lewis Hamilton              |                  |
| 22      | 10, 11 y 12 de diciembre      | Gran Premio de Abu Dabi Circuito Yas Marina Longitud: 5,281 km Vueltas: 58 Distancia de carrera: 306,298 km Ganador 2020: Max Verstappen - Red Bull                | Libres 3                      | Lewis Hamilton             | 3.er puesto     | Carlos Sainz Jr.            |                  |
| 22      | 10, 11 y 12 de diciembre      | Gran Premio de Abu Dabi Circuito Yas Marina Longitud: 5,281 km Vueltas: 58 Distancia de carrera: 306,298 km Ganador 2020: Max Verstappen - Red Bull                | Pole position                 | Max Verstappen (1:22.109)  | Vuelta rápida   | Max Verstappen (1:26.103)   |                  |
| 22      | 10, 11 y 12 de diciembre      | Gran Premio de Abu Dabi Circuito Yas Marina Longitud: 5,281 km Vueltas: 58 Distancia de carrera: 306,298 km Ganador 2020: Max Verstappen - Red Bull                | Resultados completos          |                            |                 |                             |                  |
| Fuente: |                               | |                               |                            |                 |                             |                  |

## Clasificaciones

### Puntuaciones
Carrera
| Posición | 1.º | 2.º | 3.º | 4.º | 5.º | 6.º | 7.º | 8.º | 9.º | 10.º | VR |
| Puntos   | 25  | 18  | 15  | 12  | 10  | 8   | 6   | 4   | 2   | 1    | 1  |

Clasificación sprint
| Posición | 1.º | 2.º | 3.º |
| Puntos   | 3   | 2   | 1   |
| Fuente:  |     |     |     |

### Campeonato de Pilotos
| Pos. | N.º | Piloto             | BHR | EMI | POR | ESP | MON | AZE | FRA | EST | AUT | GBR  | HUN | BEL | NED | ITA  | RUS | TUR | USA | MEX | SÃO | QAT | ARA | ABU | Puntos |
| ---- | --- | ------------------ | --- | --- | --- | --- | --- | --- | --- | --- | --- | ---- | --- | --- | --- | ---- | --- | --- | --- | --- | --- | --- | --- | --- | ------ |
| 1    | 33  | Max Verstappen     | 2   | 1   | 2   | 2   | 1   | 18† | 1   | 1   | 1   | Ret1 | 9   | 1   | 1   | Ret2 | 2   | 2   | 1   | 1   | 2   | 2   | 2   | 1   | 395.5  |
| 2    | 44  | Lewis Hamilton     | 1   | 2   | 1   | 1   | 7   | 15  | 2   | 2   | 4   | 12   | 2   | 3   | 2   | Ret  | 1   | 5   | 2   | 2   | 1   | 1   | 1   | 2   | 387.5  |
| 3    | 77  | Valtteri Bottas    | 3   | Ret | 3   | 3   | Ret | 12  | 4   | 3   | 2   | 3    | Ret | 12  | 3   | 31   | 5   | 1   | 6   | 15  | 31  | Ret | 3   | 6   | 226    |
| 4    | 11  | Sergio Pérez       | 5   | 11  | 4   | 5   | 4   | 1   | 3   | 4   | 6   | 16   | Ret | 19  | 8   | 5    | 9   | 3   | 3   | 3   | 4   | 4   | Ret | 15† | 190    |
| 5    | 55  | Carlos Sainz Jr.   | 8   | 5   | 11  | 7   | 2   | 8   | 11  | 6   | 5   | 6    | 3   | 10  | 7   | 6    | 3   | 8   | 7   | 6   | 63  | 7   | 8   | 3   | 164.5  |
| 6    | 4   | Lando Norris       | 4   | 3   | 5   | 8   | 3   | 5   | 5   | 5   | 3   | 4    | Ret | 14  | 10  | 2    | 7   | 7   | 8   | 10  | 10  | 9   | 10  | 7   | 160    |
| 7    | 16  | Charles Leclerc    | 6   | 4   | 6   | 4   | DNS | 4   | 16  | 7   | 8   | 2    | Ret | 8   | 5   | 4    | 15  | 4   | 4   | 5   | 5   | 8   | 7   | 10  | 159    |
| 8    | 3   | Daniel Ricciardo   | 7   | 6   | 9   | 6   | 12  | 9   | 6   | 13  | 7   | 5    | 11  | 4   | 11  | 13   | 4   | 13  | 5   | 12  | Ret | 12  | 5   | 12  | 115    |
| 9    | 10  | Pierre Gasly       | 17† | 7   | 10  | 10  | 6   | 3   | 7   | Ret | 9   | 11   | 5   | 6   | 4   | Ret  | 13  | 6   | Ret | 4   | 7   | 11  | 6   | 5   | 110    |
| 10   | 14  | Fernando Alonso    | Ret | 10  | 8   | 17  | 13  | 6   | 8   | 9   | 10  | 7    | 4   | 11  | 6   | 8    | 6   | 16  | Ret | 9   | 9   | 3   | 13  | 8   | 81     |
| 11   | 31  | Esteban Ocon       | 13  | 9   | 7   | 9   | 9   | Ret | 14  | 14  | Ret | 9    | 1   | 7   | 9   | 10   | 14  | 10  | Ret | 13  | 8   | 5   | 4   | 9   | 74     |
| 12   | 5   | Sebastian Vettel   | 15  | 15† | 13  | 13  | 5   | 2   | 9   | 12  | 17† | Ret  | DSQ | 5   | 13  | 12   | 12  | 18  | 10  | 7   | 11  | 10  | Ret | 11  | 43     |
| 13   | 18  | Lance Stroll       | 10  | 8   | 14  | 11  | 8   | Ret | 10  | 8   | 13  | 8    | Ret | 20  | 12  | 7    | 11  | 9   | 12  | 14  | Ret | 6   | 11  | 13  | 34     |
| 14   | 22  | Yuki Tsunoda       | 9   | 12  | 15  | Ret | 16  | 7   | 13  | 10  | 12  | 10   | 6   | 15  | Ret | DNS  | 17  | 14  | 9   | Ret | 15  | 13  | 14  | 4   | 32     |
| 15   | 63  | George Russell     | 14  | Ret | 16  | 14  | 14  | 17† | 12  | Ret | 11  | 12   | 8   | 2   | 17  | 9    | 10  | 15  | 14  | 16  | 13  | 17  | Ret | Ret | 16     |
| 16   | 7   | Kimi Räikkönen     | 11  | 13  | Ret | 12  | 11  | 10  | 17  | 11  | 15  | 15   | 10  | 18  | WD  | WD   | 8   | 12  | 13  | 8   | 12  | 14  | 15  | Ret | 10     |
| 17   | 6   | Nicholas Latifi    | 18† | Ret | 18  | 16  | 15  | 16  | 18  | 17  | 16  | 14   | 7   | 9   | 16  | 11   | 19† | 17  | 15  | 17  | 16  | Ret | 12  | Ret | 7      |
| 18   | 99  | Antonio Giovinazzi | 12  | 14  | 12  | 15  | 10  | 11  | 15  | 15  | 14  | 13   | 13  | 13  | 14  | 13   | 16  | 11  | 11  | 11  | 14  | 15  | 9   | Ret | 3      |
| 19   | 47  | Mick Schumacher    | 16  | 16  | 17  | 18  | 18  | 13  | 19  | 16  | 18  | 18   | 12  | 16  | 18  | 15   | Ret | 19  | 16  | Ret | 18  | 16  | Ret | 14  | 0      |
| 20   | 88  | Robert Kubica      |     |     |     |     |     |     |     |     |     |      |     |     | 15  | 14   |     |     |     |     |     |     |     |     | 0      |
| 21   | 9   | Nikita Mazepin     | Ret | 17  | 19  | 19  | 17  | 14  | 20  | 18  | 19  | 17   | Ret | 17  | Ret | Ret  | 18  | 20  | 17  | 18  | 17  | 18  | Ret | WD  | 0      |
| Pos. | N.º | Piloto             | BHR | EMI | POR | ESP | MON | AZE | FRA | EST | AUT | GBR  | HUN | BEL | NED | ITA  | RUS | TUR | USA | MEX | SÃO | QAT | ARA | ABU | Puntos |

| Color      | Resultado                          |
| ---------- | ---------------------------------- |
| Oro        | Ganador                            |
| Plata      | 2.º puesto                         |
| Bronce     | 3.er puesto                        |
| Verde      | Finalizó en los puntos             |
| Azul       | Finalizó sin puntos                |
| Azul       | NC - No clasificado                |
| Violeta    | Ret - No terminó                   |
| Rojo       | DNQ - No se clasificó              |
| Rojo       | DNPQ - No se preclasificó          |
| Negro      | DSQ - Descalificado                |
| Blanco     | DNS - No empezó                    |
| Blanco     | WD - Retirado                      |
| Blanco     | C - Carrera cancelada              |
| Azul claro | TD - Entrenamientos libres (2003-) |
| Sin color  | DNP - Inscrito, pero no participó  |
| Sin color  | INJ - Inscrito, pero lesionado     |
| Sin color  | EX - Excluido                      |

| Estado  | Resultado                                                                             |
| ------- | ------------------------------------------------------------------------------------- |
| Negrita | Pole position                                                                         |
| Cursiva | Vuelta rápida                                                                         |
| 1-8     | Posiciones puntuables de clasificación sprint (2021-)                                 |
| †       | No acabó el Gran Premio, pero fue clasificado ya que completó el porcentaje necesario |
| ‡       | Monoplaza compartido                                                                  |
| ~       | Se otorgó la mitad de puntos ya que no se cumplió con el 75% de la carrera            |
| ≠       | No obtuvo puntos ya que era piloto invitado                                           |
| F2      | Inscrito para carrera de Fórmula 2, no sumaba puntos                                  |

Fuente: Fórmula 1.

### Campeonato de Constructores
| Pos. | Constructor           | N.º | BHR | EMI | POR | ESP | MON | AZE | FRA | EST | AUT | GBR  | HUN | BEL | NED | ITA  | RUS | TUR | USA | MEX | SÃO | QAT | ARA | ABU | Puntos |
| ---- | --------------------- | --- | --- | --- | --- | --- | --- | --- | --- | --- | --- | ---- | --- | --- | --- | ---- | --- | --- | --- | --- | --- | --- | --- | --- | ------ |
| 1    | Mercedes              | 44  | 1   | 2   | 1   | 1   | 7   | 15  | 2   | 2   | 4   | 12   | 2   | 3   | 2   | Ret  | 1   | 5   | 2   | 2   | 1   | 1   | 1   | 2   | 613.5  |
| 1    | Mercedes              | 77  | 3   | Ret | 3   | 3   | Ret | 12  | 4   | 3   | 2   | 3    | Ret | 12  | 3   | 31   | 5   | 1   | 6   | 15  | 31  | Ret | 3   | 6   | 613.5  |
| 2    | Red Bull-Honda        | 11  | 5   | 11  | 4   | 5   | 4   | 1   | 3   | 4   | 6   | 16   | Ret | 19  | 8   | 5    | 9   | 3   | 3   | 3   | 4   | 4   | Ret | 15† | 585.5  |
| 2    | Red Bull-Honda        | 33  | 2   | 1   | 2   | 2   | 1   | 18† | 1   | 1   | 1   | Ret1 | 9   | 1   | 1   | Ret2 | 2   | 2   | 1   | 1   | 2   | 2   | 2   | 1   | 585.5  |
| 3    | Ferrari               | 16  | 6   | 4   | 6   | 4   | DNS | 4   | 16  | 7   | 8   | 2    | Ret | 8   | 5   | 4    | 15  | 4   | 4   | 5   | 5   | 8   | 7   | 10  | 323.5  |
| 3    | Ferrari               | 55  | 8   | 5   | 11  | 7   | 2   | 8   | 11  | 6   | 5   | 6    | 3   | 10  | 7   | 6    | 3   | 8   | 7   | 6   | 63  | 7   | 8   | 3   | 323.5  |
| 4    | McLaren-Mercedes      | 3   | 7   | 6   | 9   | 6   | 12  | 9   | 6   | 13  | 7   | 5    | 11  | 4   | 11  | 13   | 4   | 13  | 5   | 12  | Ret | 12  | 5   | 12  | 275    |
| 4    | McLaren-Mercedes      | 4   | 4   | 3   | 5   | 8   | 3   | 5   | 5   | 5   | 3   | 4    | Ret | 14  | 10  | 2    | 7   | 7   | 8   | 10  | 10  | 9   | 10  | 7   | 275    |
| 5    | Alpine-Renault        | 14  | Ret | 10  | 8   | 17  | 13  | 6   | 8   | 9   | 10  | 7    | 4   | 11  | 6   | 8    | 6   | 16  | Ret | 9   | 9   | 3   | 13  | 8   | 155    |
| 5    | Alpine-Renault        | 31  | 13  | 9   | 7   | 9   | 9   | Ret | 14  | 14  | Ret | 9    | 1   | 7   | 9   | 10   | 14  | 10  | Ret | 13  | 8   | 5   | 4   | 9   | 155    |
| 6    | AlphaTauri-Honda      | 10  | 17† | 7   | 10  | 10  | 6   | 3   | 7   | Ret | 9   | 11   | 5   | 6   | 4   | Ret  | 13  | 6   | Ret | 4   | 7   | 11  | 6   | 5   | 142    |
| 6    | AlphaTauri-Honda      | 22  | 9   | 12  | 15  | Ret | 16  | 7   | 13  | 10  | 12  | 10   | 6   | 15  | Ret | DNS  | 17  | 14  | 9   | Ret | 15  | 13  | 14  | 4   | 142    |
| 7    | Aston Martin-Mercedes | 5   | 15  | 15† | 13  | 13  | 5   | 2   | 9   | 12  | 17† | Ret  | DSQ | 5   | 13  | 12   | 12  | 18  | 10  | 7   | 11  | 10  | Ret | 11  | 77     |
| 7    | Aston Martin-Mercedes | 18  | 10  | 8   | 14  | 11  | 8   | Ret | 10  | 8   | 13  | 8    | Ret | 20  | 12  | 7    | 11  | 9   | 12  | 14  | Ret | 6   | 11  | 13  | 77     |
| 8    | Williams-Mercedes     | 6   | 18† | Ret | 18  | 16  | 15  | 16  | 18  | 17  | 16  | 14   | 7   | 9   | 16  | 11   | 19† | 17  | 15  | 17  | 16  | Ret | 12  | Ret | 23     |
| 8    | Williams-Mercedes     | 63  | 14  | Ret | 16  | 14  | 14  | 17† | 12  | Ret | 11  | 12   | 8   | 2   | 17  | 9    | 10  | 15  | 14  | 16  | 13  | 17  | Ret | Ret | 23     |
| 9    | Alfa Romeo-Ferrari    | 7   | 11  | 13  | Ret | 12  | 11  | 10  | 17  | 11  | 15  | 15   | 10  | 18  | WD  | WD   | 8   | 12  | 13  | 8   | 12  | 14  | 15  | Ret | 13     |
| 9    | Alfa Romeo-Ferrari    | 88  |     |     |     |     |     |     |     |     |     |      |     |     | 15  | 14   |     |     |     |     |     |     |     |     | 13     |
| 9    | Alfa Romeo-Ferrari    | 99  | 12  | 14  | 12  | 15  | 10  | 11  | 15  | 15  | 14  | 13   | 13  | 13  | 14  | 13   | 16  | 11  | 11  | 11  | 14  | 15  | 9   | Ret | 13     |
| 10   | Haas-Ferrari          | 9   | Ret | 17  | 19  | 19  | 17  | 14  | 20  | 18  | 19  | 17   | Ret | 17  | Ret | Ret  | 18  | 20  | 17  | 18  | 17  | 18  | Ret | WD  | 0      |
| 10   | Haas-Ferrari          | 47  | 16  | 16  | 17  | 18  | 18  | 13  | 19  | 16  | 18  | 18   | 12  | 16  | 18  | 15   | Ret | 19  | 16  | Ret | 18  | 16  | Ret | 14  | 0      |
| Pos. | Constructor           | N.º | BHR | EMI | POR | ESP | MON | AZE | FRA | EST | AUT | GBR  | HUN | BEL | NED | ITA  | RUS | TUR | USA | MEX | SÃO | QAT | ARA | ABU | Puntos |

| Color      | Resultado                          |
| ---------- | ---------------------------------- |
| Oro        | Ganador                            |
| Plata      | 2.º puesto                         |
| Bronce     | 3.er puesto                        |
| Verde      | Finalizó en los puntos             |
| Azul       | Finalizó sin puntos                |
| Azul       | NC - No clasificado                |
| Violeta    | Ret - No terminó                   |
| Rojo       | DNQ - No se clasificó              |
| Rojo       | DNPQ - No se preclasificó          |
| Negro      | DSQ - Descalificado                |
| Blanco     | DNS - No empezó                    |
| Blanco     | WD - Retirado                      |
| Blanco     | C - Carrera cancelada              |
| Azul claro | TD - Entrenamientos libres (2003-) |
| Sin color  | DNP - Inscrito, pero no participó  |
| Sin color  | INJ - Inscrito, pero lesionado     |
| Sin color  | EX - Excluido                      |

| Estado  | Resultado                                                                             |
| ------- | ------------------------------------------------------------------------------------- |
| Negrita | Pole position                                                                         |
| Cursiva | Vuelta rápida                                                                         |
| 1-8     | Posiciones puntuables de clasificación sprint (2021-)                                 |
| †       | No acabó el Gran Premio, pero fue clasificado ya que completó el porcentaje necesario |
| ‡       | Monoplaza compartido                                                                  |
| ~       | Se otorgó la mitad de puntos ya que no se cumplió con el 75% de la carrera            |
| ≠       | No obtuvo puntos ya que era piloto invitado                                           |
| F2      | Inscrito para carrera de Fórmula 2, no sumaba puntos                                  |

Fuente: Fórmula 1.

### Estadísticas del Campeonato de Pilotos
| Pos. | Piloto             | Escudería    | Grandes Premios | Victorias | Podios | Poles | Vueltas rápidas | Vueltas lideradas | Puntos |
| ---- | ------------------ | ------------ | --------------- | --------- | ------ | ----- | --------------- | ----------------- | ------ |
| 1    | Max Verstappen     | Red Bull     | 22              | 10        | 18     | 10    | 6               | 646               | 395.5  |
| 2    | Lewis Hamilton     | Mercedes     | 22              | 8         | 17     | 5     | 6               | 292               | 387.5  |
| 3    | Valtteri Bottas    | Mercedes     | 22              | 1         | 11     | 4     | 4               | 78                | 226    |
| 4    | Sergio Pérez       | Red Bull     | 22              | 1         | 5      |       | 2               | 47                | 190    |
| 5    | Carlos Sainz Jr.   | Ferrari      | 22              |           | 4      |       |                 | 12                | 164.5  |
| 6    | Lando Norris       | McLaren      | 22              |           | 4      | 1     | 1               | 31                | 160    |
| 7    | Charles Leclerc    | Ferrari      | 22 (21)         |           | 1      | 2     |                 | 60                | 159    |
| 8    | Daniel Ricciardo   | McLaren      | 22              | 1         | 1      |       | 1               | 48                | 115    |
| 9    | Pierre Gasly       | AlphaTauri   | 22              |           | 1      |       | 1               |                   | 110    |
| 10   | Fernando Alonso    | Alpine       | 22              |           | 1      |       |                 | 2                 | 81     |
| 11   | Esteban Ocon       | Alpine       | 22              | 1         | 1      |       |                 | 66                | 74     |
| 12   | Sebastian Vettel   | Aston Martin | 22              |           | 1      |       |                 | 4                 | 43     |
| 13   | Lance Stroll       | Aston Martin | 22              |           |        |       |                 |                   | 34     |
| 14   | Yuki Tsunoda       | AlphaTauri   | 22 (21)         |           |        |       |                 |                   | 32     |
| 15   | George Russell     | Williams     | 22              |           | 1      |       |                 |                   | 16     |
| 16   | Kimi Räikkönen     | Alfa Romeo   | 20              |           |        |       |                 |                   | 10     |
| 17   | Nicholas Latifi    | Williams     | 22              |           |        |       |                 |                   | 7      |
| 18   | Antonio Giovinazzi | Alfa Romeo   | 22              |           |        |       |                 |                   | 3      |
| 19   | Mick Schumacher    | Haas         | 22              |           |        |       |                 |                   | 0      |
| 20   | Robert Kubica      | Alfa Romeo   | 2               |           |        |       |                 |                   | 0      |
| 21   | Nikita Mazepin     | Haas         | 21              |           |        |       |                 |                   | 0      |

### Estadísticas del Campeonato de Constructores
| Pos. | Constructor  | Chasis | Motor    | Grandes Premios | Victorias | Podios | Poles | Vueltas rápidas | Vueltas lideradas | Puntos |
| ---- | ------------ | ------ | -------- | --------------- | --------- | ------ | ----- | --------------- | ----------------- | ------ |
| 1    | Mercedes     | W12    | Mercedes | 22              | 9         | 28     | 9     | 10              | 370               | 613.5  |
| 2    | Red Bull     | RB16B  | Honda    | 22              | 11        | 23     | 10    | 8               | 693               | 585.5  |
| 3    | Ferrari      | SF21   | Ferrari  | 22              |           | 5      | 2     |                 | 72                | 323.5  |
| 4    | McLaren      | MCL35M | Mercedes | 22              | 1         | 5      | 1     | 2               | 79                | 275    |
| 5    | Alpine       | A521   | Renault  | 22              | 1         | 2      |       |                 | 68                | 155    |
| 6    | AlphaTauri   | AT02   | Honda    | 22              |           | 1      |       | 1               |                   | 142    |
| 7    | Aston Martin | AMR21  | Mercedes | 22              |           | 1      |       |                 | 4                 | 77     |
| 8    | Williams     | FW43B  | Mercedes | 22              |           | 1      |       |                 |                   | 23     |
| 9    | Alfa Romeo   | C41    | Ferrari  | 22              |           |        |       |                 |                   | 13     |
| 10   | Haas         | VF-21  | Ferrari  | 22              |           |        |       |                 |                   | 0      |

### Citas
1. ↑  «Formula 1 - Press release - Alpine F1® Team enters Formula 1 - renaultsport.com». Renault Sport (en inglés). Archivado desde el original el 21 de abril de 2021. Consultado el 8 de septiembre de 2020.
2. ↑  «Aston Martin F1 Team Gearing up for 2021». www.racingpointf1.com. Archivado desde el original el 27 de septiembre de 2020. Consultado el 8 de septiembre de 2020.
3. ↑  «En Mercedes advierten que el W12 no será una copia del exitoso W11». Motorsport.com. 27 de enero de 2021. Consultado el 27 de enero de 2021.
4. ↑  «Lewis Hamilton and Mercedes agree new contract for 2021». Fórmula 1 (en inglés). Formula One World Championship Limited. 8 de febrero de 2021. Consultado el 8 de febrero de 2021.
5. ↑  Davoine, Basile (13 de diciembre de 2021). «Qué piloto y qué día conducirán en el test en Abu Dhabi de F1 2021». lat.motorsport.com. Motorsport Network. Consultado el 15 de diciembre de 2021.
6. ↑  «Mercedes Confirms Valtteri Bottas for 2021 F1 Season». www.mercedesamgf1.com (en inglés). Consultado el 6 de agosto de 2020.
7. ↑  «Red Bull will address current car problems in RB16B - Horner · RaceFans». RaceFans (en inglés británico). 14 de octubre de 2020. Consultado el 14 de diciembre de 2020.
8. 1 2  «F1: Official: Perez in, Albon out at Red Bull for 2021 · RaceFans». RaceFans (en inglés británico). 18 de diciembre de 2020. Consultado el 18 de diciembre de 2020.
9. ↑  «DRIVER MARKET: Verstappen commits to Red Bull until the end of 2023». Fórmula 1 (en inglés). Formula One World Championship Limited. 7 de enero de 2020. Consultado el 9 de julio de 2020.
10. ↑  «"No nasty surprises" designing Mercedes installation for McLaren MCL35M - Key · RaceFans». RaceFans (en inglés británico). 3 de noviembre de 2020. Consultado el 14 de diciembre de 2020.
11. 1 2  de Celis, Jose Carlos (28 de septiembre de 2019). «Oficial: McLaren volverá a llevar motores Mercedes en la F1 2021». es.motorsport.com. Consultado el 9 de julio de 2020.
12. 1 2 3  Castillo, Nicolas (14 de mayo de 2020). «OFICIAL: Daniel Ricciardo y Lando Norris pilotos de McLaren en 2021». FormulaNitro.com. Consultado el 9 de julio de 2020.
13. 1 2  Noble, Jonathan (31 de enero de 2020). «Racing Point pasará a llamarse Aston Martin». lat.motorsport.com. Consultado el 9 de julio de 2020.
14. ↑  «Aston Martin reveal name of 2021 F1 challenger ahead of next week’s launch». Fórmula 1 (en inglés). Formula One World Championship Limited. 24 de febrero de 2021. Consultado el 24 de febrero de 2021.
15. ↑  Plaza, David (29 de abril de 2020). «Wolff: «Mercedes suministrará motores a Aston Martin F1 y a sus coches de calle»». motor.es. Consultado el 14 de diciembre de 2020.
16. 1 2  «CONFIRMED: Vettel to make sensational Racing Point switch in 2021 as they re-brand as Aston Martin». Fórmula 1 (en inglés). Formula One World Championship Limited. 10 de septiembre de 2020. Consultado el 10 de septiembre de 2020.
17. ↑  «FIA presenta lista de inscriptos para 2021». Motorsport.com. Motorsport.com. 12 de diciembre de 2020. Consultado el 12 de diciembre de 2020.
18. 1 2  «Renault to rebrand as Alpine F1 Team in 2021». formula1.com. 6 de septiembre de 2020.
19. ↑  «Arranca la era Alpine F1 para Fernando Alonso». abc. 14 de enero de 2021. Consultado el 14 de enero de 2021.
20. 1 2  «Oficial: Fernando Alonso firmó contrato y será parte de la Fórmula 1 en 2021». Infobae. 8 de julio de 2020. Consultado el 9 de julio de 2020.
21. ↑  Khorounzhiy, Valentin (29 de agosto de 2019). «Ocon to replace Hulkenberg at Renault». motorsport.com (en inglés). Consultado el 9 de julio de 2020.
22. ↑  «Ferrari SF21: con el tercer puesto del Mundial como objetivo». SoyMotor.com. Consultado el 19 de diciembre de 2020.
23. ↑  Rodríguez, Roberto (23 de diciembre de 2019). «¡Oficial! Ferrari hace su apuesta con los pilotos: renueva a Charles Leclerc por cinco años y le triplica el sueldo». MotorPasion.com. Consultado el 9 de julio de 2020.
24. 1 2  Marchi, Fabio (15 de mayo de 2020). «Oficial: Carlos Sainz ficha por Ferrari para 2021». Mundo Deportivo. Consultado el 9 de julio de 2020.
25. 1 2 3  «El Acuerdo de la Concordia, firmado por todos los equipos de F1». lat.motorsport.com. Consultado el 8 de septiembre de 2020.
26. 1 2  «AlphaTauri presentará su AT02, el 19 de febrero». marca.com. Archivado desde el original el 15 de febrero de 2021. Consultado el 4 de febrero de 2021.
27. ↑  «PIERRE GASLY AND SCUDERIA ALPHATAURI TOGETHER IN 2021». Scuderia AlphaTauri (en inglés). Scuderia AlphaTauri S.p.A. 28 de octubre de 2020. Consultado el 28 de octubre de 2020.
28. 1 2  «Tsunoda to race for Scuderia AlphaTauri». Scuderia AlphaTauri (en inglés). Scuderia AlphaTauri S.p.A. 16 de diciembre de 2020. Consultado el 16 de diciembre de 2020.
29. ↑  Nugnes, Franco (19 de enero de 2021). «Alfa Romeo intercambia el nombre de su coche para 2021». es.motorsport.com. Motorsport Network. Consultado el 19 de enero de 2021.
30. ↑  Hall, Sam (6 de noviembre de 2020). «Alfa Romeo expect power boost from Ferrari in 2021». GPFans.com (en inglés). Consultado el 8 de noviembre de 2020.
31. 1 2  «Kimi Räikkönen and Antonio Giovinazzi to race on with Alfa Romeo Racing ORLEN in 2021». Sauber Group (en inglés). Sauber Group. 30 de octubre de 2020. Consultado el 30 de octubre de 2020.
32. ↑  «Balance 2021 • STATS F1». STATS F1. Consultado el 30 de abril de 2021.
33. ↑  «Raikkonen ruled out of Dutch GP after positive Covid-19 test – Kubica to race in his place». F1.com (en inglés). Consultado el 4 de septiembre de 2021.
34. ↑  «Haas become final team to reveal 2021 launch date». Fórmula 1 (en inglés). Formula One World Championship Limited. 25 de febrero de 2021. Consultado el 25 de febrero de 2021.
35. ↑  «Haas to stick with Ferrari amid engine crisis». GrandPrix.com (en inglés). 30 de agosto de 2020. Consultado el 2 de septiembre de 2020.
36. ↑  Smith, Luke (5 de febrero de 2021). «Mazepin competirá bajo bandera neutral por sanción de dopaje a Rusia». lat.motorsport.com. Motorsport Network. Consultado el 6 de febrero de 2021.
37. 1 2  Wood, Elliot (25 de marzo de 2021). «Official F1 entry list describes Mazepin’s nationality as ‘RAF’». RaceFans.com (en inglés). Consultado el 26 de marzo de 2021.
38. 1 2  Vázquez, Ana (1 de diciembre de 2020). «OFICIAL: Nikita Mazepin pilotará para Haas en 2021». SoyMotor.com. Consultado el 1 de diciembre de 2020.
39. 1 2  «Mick Schumacher Confirmed at Haas F1 Team». Haas F1 Team (en inglés). 1 de diciembre de 2020. Consultado el 2 de diciembre de 2020.
40. ↑  «Williams descarta sacrificar 2021 para centrarse en el nuevo reglamento». Motor.es. Consultado el 14 de enero de 2021.
41. 1 2  «Russell and Latifi to stay on at Williams in unchanged 2021 driver line-up». Fórmula 1 (en inglés). Formula One World Championship Limited. 16 de julio de 2020. Consultado el 16 de julio de 2020.
42. ↑  Vázquez, Ana (11 de marzo de 2021). «Test de pretemporada F1 2021: alineaciones y todo lo que necesitas saber». SoyMotor.com. Consultado el 12 de marzo de 2021.
43. ↑  «CONFIRMED: All 10 teams reach new Formula 1 Concorde Agreement». Fórmula 1 (en inglés). Formula One World Championship Limited. 19 de agosto de 2020. Consultado el 19 de agosto de 2020.
44. ↑  «2020 & 2021 FIA FORMULA ONE WORLD CHAMPIONSHIP ENTRY LIST». Fédération Internationale de l'Automobile (en inglés). Consultado el 12 de diciembre de 2020.
45. ↑  «2021 FIA Formula One World Championship Entry List». Federation Internationale de l'Automobile (en inglés). Consultado el 24 de marzo de 2021.
46. ↑  «La F1 confirma un GP en Arabia Saudita para 2021». motorsport. Consultado el 5 de noviembre de 2020.
47. ↑  «¿Que ha pasado con el GP de Vietnam?». motorsport. Consultado el 10 de noviembre de 2020.
48. ↑  «Cancelados los grandes premios de Australia de Fórmula 1 y MotoGP». marca. Consultado el 6 de noviembre de 2021.
49. ↑  Martínez, Sergio (6 de septiembre de 2020). «Fernando Alonso pilotará para Alpine F1 en 2021». Car and Driver. Consultado el 8 de septiembre de 2020.
50. ↑  de 2020, 9 de Septiembre. «Sergio “Checo” Pérez anunció su salida de Racing Point: “Duele porque aposté por el equipo en tiempos difíciles”». infobae. Consultado el 9 de septiembre de 2020.
51. ↑  «Grosjean y Magnussen no continuarán con Haas en 2021». Soy Motor. Consultado el 22 de octubre de 2020.
52. ↑  «Mazepin no correrá bajo la bandera de Rusia en la F1». es.motorsport.com. Consultado el 7 de febrero de 2021.
53. ↑  Molina, Sandra (2 de marzo de 2021). «OFICIAL: Alpine anuncia que Daniil Kvyat se une al equipo como piloto reserva en 2021». F1AlDía.com. Consultado el 12 de marzo de 2021.
54. ↑  Cooper, Adam (7 de enero de 2021). «Aston Martin dejará el rosa tras anunciar nuevo patrocinador principal». lat.motorsport.com. Motorsport Network. Consultado el 7 de enero de 2021.
55. ↑  «Uralkali Announced as Haas F1 Team Title Partner | Haas F1 Team». www.haasf1team.com (en inglés). Consultado el 4 de marzo de 2021.
56. ↑  Nugnes, Franco (15 de junio de 2021). «Ferrari no podrá lucir el patrocinio de Mission Winnow en Francia». lat.motorsport.com. Motorsport Network. Consultado el 17 de junio de 2021.
57. ↑  «F1 teams agree to reduce 2021 budget cap» (en inglés). 6 de abril de 2020. Archivado desde el original el 18 de septiembre de 2020.
58. ↑  «F1 plans immediate reduction in new budget cap, reveals Brawn». formula1.com (en inglés estadounidense). 4 de mayo de 2020. Consultado el 4 de mayo de 2020.
59. ↑  «La 'revolución' de la F1 de 2021 se pospone al 2022 por el coronavirus». Mundo Deportivo. 19 de marzo de 2020. Consultado el 11 de septiembre de 2020.
60. ↑  «F1 2021: menos carga aerodinámica, ¿será suficiente?». es.motorsport.com. Consultado el 3 de enero de 2021.
61. ↑  Carvalho, Ronan (16 de junio de 2020). «Ross Brawn opens up on the major compromise the FIA made for McLaren». EssentiallySports (en inglés estadounidense). Archivado desde el original el 27 de julio de 2020. Consultado el 17 de junio de 2020.
62. ↑  «Six key questions about F1's new token system answered». the-race.com (en inglés británico). 2 de junio de 2020. Archivado desde el original el 12 de octubre de 2020. Consultado el 20 de agosto de 2020.
63. ↑  Martínez, Sergio (27 de mayo de 2020). «Los F1 volverán a engordar en las próximas temporadas». Car and Driver. Consultado el 3 de enero de 2021.
64. ↑  Benson, Andrew (31 de marzo de 2020). «Formula 1: Mercedes revolutionary 'DAS' steering remains banned for 2021». BBC Sport. Archivado desde el original el 18 de septiembre de 2020. Consultado el 31 de marzo de 2020.
65. ↑  Mitchell, Scott (1 de noviembre de 2019). «F1 teams obliged to run rookies in two FP1 sessions in 2021». Autosport.com. Archivado desde el original el 1 de noviembre de 2019. Consultado el 1 de noviembre de 2019.
66. ↑  «FIA adjusts F1 tyre rule after Russell's Sakhir GP incident». www.motorsport.com (en inglés). Consultado el 30 de diciembre de 2020.
67. ↑  «Maximum race time reduced to 3 hours». Pitpass. 18 de diciembre de 2020. Consultado el 30 de diciembre de 2020.
68. 1 2  Mitchell, Scott. «How F1's new three-day race weekend format from 2021 will work». Autosport.com (en inglés). Consultado el 30 de diciembre de 2020.
69. ↑  «La F1 reduce a una hora la duración de los entrenamientos en 2021». SoyMotor.com. Consultado el 30 de diciembre de 2020.
70. ↑  Senatore, Matteo. «Non solo Mercedes, la Safety Car cambia marchio». formula pasión.it (en italiano). Consultado el 31 de enero de 2021.
71. ↑  «Aprueban carreras sprint: iniciarán en Silverstone». lat.motorsport.com. Consultado el 26 de abril de 2021.
72. ↑  «McLaren ya ha fijado la fecha de presentación del nuevo MCL35M». Motor.es. 28 de enero de 2021. Consultado el 28 de enero de 2021.
73. ↑  «Alfa Romeo desvela los detalles de la presentación de su F1 de 2021: el C41». motor.es. Consultado el 20 de enero de 2021.
74. ↑  «Red Bull anuncia la presentación de su F1 2021 con poco margen». es.motorsport.com. Motorsport Network. 19 de febrero de 2021. Consultado el 19 de febrero de 2021.
75. ↑  «Mercedes desvela la tardía fecha de presentación del W12». motor.es. Consultado el 2 de febrero de 2021.
76. ↑  «La Alpine de Fernando Alonso ya tiene fecha de presentación». Car and Driver. 16 de febrero de 2021. Consultado el 16 de febrero de 2021.
77. ↑  «Aston Martin confirma la fecha de presentación de su F1 de 2021». Motor.es. 16 de febrero de 2021. Consultado el 16 de febrero de 2021.
78. ↑  Cano González, David (25 de febrero de 2021). «HAAS PRESENTARÁ SU NUEVA DECORACIÓN EL 4 DE MARZO, PERO NO SE VERÁ EL COCHE HASTA LOS TEST DE BAHRÉIN». TercerEquipo.com. Archivado desde el original el 19 de octubre de 2021. Consultado el 25 de febrero de 2021.
79. ↑  Lillo, Sergio (5 de febrero de 2021). «Williams ya tiene fecha de estreno para su FW43B». es.motorsport.com. Motorsport Network. Consultado el 5 de febrero de 2021.
80. ↑  Faturos, Federico (12 de febrero de 2021). «Ferrari ya tiene fechas de presentación para su F1 2021 y así suena su motor». es.motorsport.com. Motorsport Network. Consultado el 12 de febrero de 2021.
81. ↑  «Los test de pretemporada, en Barcelona del 2 al 4 de marzo». SoyMotor.com. Consultado el 6 de diciembre de 2020.
82. ↑  «Los equipos aprueban la pretemporada 2021 de Fórmula 1 en Bahréin». Motor.es. 12 de enero de 2021. Consultado el 12 de enero de 2021.
83. ↑  «De Vries fastest for Mercedes on day one of post-season Abu Dhabi test». Fórmula 1 (en inglés). Formula One World Championship Limited. 14 de diciembre de 2021. Consultado el 14 de diciembre de 2021.
84. ↑  «Shwartzman puts Haas top of the timesheets on final day of post-season Abu Dhabi test». Fórmula 1 (en inglés). Formula One World Championship Limited. 15 de diciembre de 2021. Consultado el 15 de diciembre de 2021.
85. ↑  «Fórmula 1 aprueba el calendario definitivo 2021 con 23 carreras». lat.motorsport.com. Consultado el 17 de diciembre de 2020.
86. ↑  «Un arresto por corrupción deja a Vietnam sin GP de Fórmula 1 en 2021». Motor.es. 10 de noviembre de 2020. Consultado el 17 de diciembre de 2020.
87. ↑  «La F1 renueva 5 años con Interlagos y cambia al GP de Sao Paulo». es.motorsport.com. Consultado el 17 de diciembre de 2020.
88. ↑  «F1 Schedule 2021 – Bahrain to host season opener as Australia moves later in calendar and Imola returns». Fórmula 1 (en inglés). Formula One World Championship Limited. 12 de enero de 2021. Consultado el 12 de enero de 2021.
89. ↑  «Confirmado el Gran Premio de Portugal el 2 de mayo». www.efe.com. Consultado el 5 de marzo de 2021.
90. ↑  «Turkey to replace Canada on 2021 F1 race calendar». Fórmula 1 (en inglés). Formula One World Championship Limited. 28 de abril de 2021. Consultado el 28 de abril de 2021.
91. ↑  «Cancelado el GP de Turquía y Austria acogerá dos citas consecutivas». notimerica.com. 14 de mayo de 2021. Archivado desde el original el 14 de mayo de 2021. Consultado el 14 de mayo de 2021.
92. ↑  «Singapore Grand Prix called off for 2021». Fórmula 1 (en inglés). Formula One World Championship Limited. 4 de junio de 2021. Consultado el 4 de junio de 2021.
93. ↑  de Celis, José Carlos (25 de junio de 2021). «Turquía ocupa el lugar del GP de Singapur en la F1 2021». español.motorsport.com. Motorsport Network. Consultado el 25 de junio de 2021.
94. ↑  Ruiz, José Luis (6 de julio de 2021). «Cancelados los grandes premios de Australia de Fórmula 1 y Moto GP». Marca.com. Diario Marca. Consultado el 6 de julio de 2021.
95. ↑  «Oficial: Cambios en el calendario de F1 de este año, con 22 carreras». Mundo Deportivo. 28 de agosto de 2021. Consultado el 30 de agosto de 2021.
96. ↑  Cooper, Adam (30 de septiembre de 2021). «Oficial: el GP de Qatar llega a la Fórmula 1 para muchos años». Motorsport.com. Motorsport.com. Consultado el 30 de septiembre de 2021.
97. ↑  «Formula 1 announces provisional 23-race calendar for 2021». Fórmula 1 (en inglés). Formula One World Championship Limited. 10 de noviembre de 2020. Consultado el 10 de noviembre de 2020.
98. ↑  «OFICIAL: Habrá GP de España en 2021». SoyMotor.com. Consultado el 11 de enero de 2021.
99. ↑  «Estos son los neumáticos que Pirelli llevará a cada GP en 2021». Motor.es. 19 de febrero de 2021. Consultado el 14 de marzo de 2021.
100. ↑  Collantine, Keith (29 de agosto de 2021). «FIA confirms points will be awarded for one-lap Belgian GP». RaceFans.net (en inglés). Consultado el 29 de agosto de 2021. «In the FIA’s race classification no driver is credited with the fastest lap. Nikita Mazepin set the quickest lap during the race, but would not be eligible for a point as he finished outside of the top 10.»
101. ↑  «2021 RACE RESULTS». Fórmula 1 (en inglés). Formula One World Championship Limited. Consultado el 27 de marzo de 2021.
102. ↑  «Sprint Qualifying to debut at three Grands Prix in 2021 following unanimous agreement from teams». Fórmula 1 (en inglés). Formula One World Championship Limited. 26 de abril de 2021. Consultado el 26 de abril de 2021.
103. ↑  «2021 Driver Standings». Fórmula 1 (en inglés). Formula One World Championship Limited. Consultado el 18 de abril de 2021.
104. ↑  «2021 Constructor Standings». Fórmula 1 (en inglés). Formula One World Championship Limited. Consultado el 27 de marzo de 2021.